# Cinema de Mèxic
El terme cinema mexicà es refereix al conjunt de la producció fílmica realitzada en Mèxic o a l'estranger per un equip de professionals i amb pressupost que és, en la seva majoria, d'origen mexicà. Té els seus antecedents en les diferents "vistes" realitzades al país per Gabriel Veyre i Ferdinand Von Bernand (enviats dels germans Lumière) en 1896 (fa 2025). La producció cinematogràfica mexicana és una de les més destacades d'Amèrica Llatina, encara que com a indústria manté un perfil irregular des de la fi del període conegut com Època d'Or del cinema mexicà, etapa en la qual la indústria mexicana va aconseguir la seva major penetració internacional (predominantment, a Amèrica Llatina i a Espanya). A partir de 1898 (fa 2025), van aparèixer els primers realitzadors mexicans i estrangers, i el cinema nacional va anar evolucionant des de les vistes inicials, i va aconseguir un nivell tècnic i creatiu considerable durant la dècada següent.

## Història

### Inicis
El cinema va arribar a Mèxic gairebé dotze mesos després de la seva aparició en París, gràcies a la visita de Gabriel Veyre i Ferdinand Von Bernard, enviats dels Germans Lumière. Ells van realitzar una funció cinematogràfica a l'interior del castell de Chapultepec, la qual va ser presenciada pel president Porfirio Díaz, la seva família i membres del seu gabinet. Els periòdics de l'època van assenyalar que els assistents van quedar captivats per la presentació de vistes i meravellats amb el nou invent que presentava la imatge en moviment.
Després del seu afortunat debut privat, el cinematògraf es va presentar al públic el 14 d'agost d'aquest mateix any, en el soterrani de la drogueria Plateros, al carrer del mateix nom (avui Madero) de la Ciutat de Mèxic. El públic va abarrotar l'entrepís del petit local —repetició de la sessió del soterrani del Cafè de París, on va debutar el cinematògraf— i va aplaudir fortament les "vistes" mostrades per Bernard i Veyre. La drogueria Plateros es localitzava molt prop d'on, uns anys després, se situaria una de les primeres sales de cinema del país: el Salón Rojo.
Mèxic va ser el primer país del continent americà que va gaudir del nou mitjà, ja que l'entrada del cinematògraf als Estats Units havia estat bloquejada per Thomas Alva Edison, encara que es rumoreja que pel fet que el president Porfirio Díaz, o bé el seu govern, tenia una bona amistat amb el govern de França en aquest moment, els pares del cinema van preferir a Mèxic perquè fos el primer país americà a presenciar aquest mitjà. A principis del mateix any, Thomas Armant i Francis Jenkins havien desenvolupat a Washington el vitascope, un aparell similar al cinematògraf. Edison havia aconseguit comprar els drets del vitascope i pensava llançar-lo al mercat sota el nom de Biograph. L'arribada de l'invent dels Lumière significava l'entrada d'Edison a una competència que mai abans havia experimentat.
Brasil, l'Argentina, Xile, Cuba, Colòmbia i les Guayanas van ser també visitats per enviats dels Lumière entre 1896 i 1897. No obstant això, Mèxic va ser l'únic país del continent americà on els francesos van realitzar una sèrie de pel·lícules que poden considerar-se iniciadores de la història d'una cinematografia. El mateix any va arribar també el vitascope nord-americà a Mèxic; no obstant això, l'impacte inicial del cinematògraf havia deixat sense oportunitat Thomas Alva Edison de conquistar al públic mexicà.
El mateix any que Bernard i Veyre van arribar a Mèxic, van filmar El presidente de la república paseando a caballo en el bosque de Chapultepec i uns altres 35 curtmetratges a la capital, Guadalajara i Veracruz. Un dels films dels realitzadors francesos, titulat Un duelo a pistola en el bosque de Chapultepec, va causar commoció, ja que la gent no diferenciava encara la realitat de la ficció. Aquest film podria ser inspirat pel film de Thomas Alva Edison titulat Pedro Esquirel y Dionecio Gonzales - Un duelo mexicano, realitzat tres anys abans. El 1897 es va realitzar la primera cinta muda de producció mexicana, anomenada Riña de hombres en el Zócalo.
Els primers realitzadors mexicans van ser el enginyer Salvador Toscano (des de 1898), Guillermo Becerril (des de 1899), els germans Stahl i els germans Alva (des de 1906) i Enrique Rosas, qui en 1906 va produir el primer llargmetratge mexicà, titulat Fiestas presidenciales en Mérida, un documental sobre les visites del president Díaz a Yucatán.
En 1898 es va presentar, al Carrer de l'Espíritu Santo, l'aristògraf, aparell inventat pel mexicà Luis Adrián Lavie que perfecciona els fallits intents d'altres inventors per projectar imatges en relleu. «...inventant uns lents i bessons que contenen en el seu interior un mecanisme mogut per un corrent elèctric, de tal sort que cada vegada que la vista corresponent a un ull la de l'altre ull queda interceptada. Les imatges se succeeixen amb tal rapidesa que, per un efecte de persistència de la impressió en la retina, les vistes no solament semblen de relleu, sinó que apareixen també enterament fixes quan es fa ús de la ullera.»
Segons el crític e historiador del cinema mexicà Emilio García Riera, el sorgiment dels primers cineastes mexicans no va obeir a un sentiment nacionalista, sinó més aviat al caràcter primitiu que tenia el cinema de llavors: pel·lícules breus, de menys d'un minut de durada, que provocaven una necessitat constant de material nou per a exhibir.
En anar-se'n de Mèxic Bernard i Veyre, el material portat per ells de França i el que van filmar a Mèxic va ser comprat per Bernardo Aguirre i va continuar exhibint-se per un temps. No obstant això, «...les demostracions dels Lumière pel món van cessar en 1897, i a partir de llavors es van limitar a la venda d'aparells i còpies de les vistes que els seus enviats havien pres als països que havien visitat». Això va provocar el ràpid avorriment del públic, que coneixia de memòria les "vistes" que feia pocs mesos causaven furor.

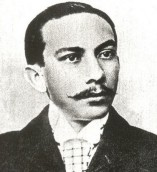
Salvador Toscano, primer cineasta mexicà.

En 1898 es va iniciar com a realitzador l'enginyer Salvador Toscano, qui s'havia dedicat a exhibir pel·lícules a Veracruz. La seva labor és una de les poques que encara es conserven d'aquesta època inicial del cinema. En 1950, la seva filla Carmen va editar diversos treballs de Toscsno en un llargmetratge titulat Memorias de un mexicano (1950). Toscano va testimoniar amb la seva càmera diversos aspectes de la vida del país durant el porfiriato i la Revolució Mexicana. Va iniciar, de fet, el vessant documental que tants seguidors ha tingut a Mèxic.

### El cinema mut mexicà
Un duelo a pistola en el Bosque de Chapultepec (1896) va ser filmada pels francesos Bernard i Veyre, sobre la base d'un fet real, ocorregut poc temps abans entre dos diputats al Bosc de Chapultepec.
Les reconstruccions d'esdeveniments famosos no eren novetat en 1896. Edison havia filmat una petita cinta per al seu cinetoscopi, que bé podia haver inspirat la cinta de Bernard i Veyre. Pedro Esquirel and Dionecio Gonzales - Mexican Duel (1894) presentava potser als primers mexicans mostrats en pel·lícula: dos homes que s'enfrontaven en un duel a ganivetades. Aquesta imatge del mexicà violent va ser, des de llavors, l'estereotip imposat pel cinema nord-americà en referir-se a Mèxic.
Salvador Toscano va filmar el 1899 una versió curta de Don Juan Tenorio. Aquest film mostrava l'ambivalència amb què es prenia la ficció en aquesta època: era documental perquè registrava la representació teatral de l'obra, però era ficció perquè únicament mostrava l'acompliment dels actors.
En 1907, l'actor Felipe de Jesús Haro va realitzar la primera cinta ambiciosa de ficció filmada a Mèxic: El grito de Dolores o La independencia de México (1907). El mateix Haro va interpretar al llibertador Miguel Hidalgo i va escriure l'argument. La pel·lícula es va exhibir, gairebé obligatòriament, cada 15 de setembre fins a 1910.
Altres films de ficció d'aquesta època van ser: El san lunes del valedor o El san lunes del velador (1906), cinta presumiblement còmica dirigida per Manuel Noriega; Aventuras de Tip Top en Chapultepec (1907), curtmetratge del ja esmentat Haro; El rosario de Amozoc (1909) primer film de ficció d'Enrique Rosas; i El aniversario del fallecimiento de la suegra de Enhart (1912) dels germans Alva, el més antic film de ficció del que encara es conserven còpies. Aquesta cinta és una comèdia interpretada pels actors Vicente Enhart i Antonio Alegría, còmics del Teatro Lírico, que mostra una marcada influència francesa en el seu estil de realització.
La Revolució mexicana va marcar un gran parèntesi en la realització de films de ficció a Mèxic. Amb la finalització oficial del conflicte, en 1917, va semblar renéixer aquest vessant cinematogràfic, en la modalitat del llargmetratge.
En 1917, la principal importació de films cap a Mèxic provenia d'Europa. els Estats Units no acabava d'afermar-se com un gran centre productor cinematogràfic, encara que Hollywood ja començava a perfilar-se com la futura Meca del cinema. A més, les relacions tibants entre Mèxic i els Estats Units, juntament amb la imatge estereotipada del "mexicà bandit" en molts dels films nord-americans, provocava un rebuig, tant oficial com popular, cap a moltes de les pel·lícules estatunidenques de l'època.
França i Itàlia van ser els patrons a seguir per a la "reinauguració" del cinema mexicà de ficció en 1917. Aquest any es va estrenar a Mèxic El fuego (Il fuoco, 1915), film italià interpretat per Pina Menichelli, actriu que va aconseguir gran popularitat a Mèxic i que va introduir el concepte de "diva" del cinema, anteriorment només utilitzat per al teatre o l'òpera.

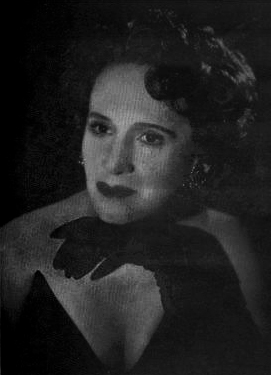
María Tereza Montoya, actriu mexicana de teatre i protagonista d' El automóvil gris (1919).

La luz, tríptico de la vida moderna (1917) és el títol del primer llargmetratge "oficial" del cinema mexicà. L'adjectiu "oficial" es deu al fet que pocs autors reconeixen el treball dels yucatecos Carlos Martínez de Arredondo i Manuel Cerezo Sansores, els qui un any abans van filmar 1810 o ¡Los libertadores de México! (1916) el que probablement és el primer llargmetratge de ficció nacional.
Altres films famosos d'aquesta primera època d'or van ser: En defensa propia (1917), La tigresa (1917) i La soñadora (1917), produïts tots per la Compañía Azteca Films. Aquesta signatura, fundada per l'actriu Mimí Derba i per Enrique Rosas, va constituir la primera empresa de cinema totalment mexicana. Probablement Derba ha estat la primera directora de cinema nacional.
Els temes que han acompanyat a la cinematografia mexicana van néixer també en els anys de 1917 a 1920. Tepeyac (1917), film que relacionava estranyament les aparicions de la Verge de Guadalupe amb l'enfonsament d'un vaixell en el segle vint, va ser filmat per Fernando Sáyago. Tabaré (1917) de Luis Lezama, que guarda una estreta relació en el seu argument amb films com Tizoc: Amor indio (1957): l'indi que s'enamora de la rica hereva de pell blanca. Finalment arriba Santa, la prostituta creada per l'escriptor Federico Gamboa, que va fer la seva primera aparició cinematogràfica en la cinta dirigida per Luis G. Peredo en 1918, amb l'actriu Elena Sánchez Valenzuela com a protagonista.
Esment especial mereix El automóvil gris (1919), sense cap dubte el film més famós de l'època muda del cinema mexicà. Filmat per Enrique Rosas —de gran trajectòria cinematogràfica si considerem les vegades que ha estat nomenat en aquest text—, el film en realitat no és tal; és una sèrie de dotze episodis que conta les aventures d'una famosa banda de lladres de joies que es va fer cèlebre a Ciutat de Mèxic cap a 1915. La pel·lícula va ser protagonitzada per María Tereza Montoya, actriu que gaudia d'immensa popularitat i reputació en el teatre llatinoamericà.

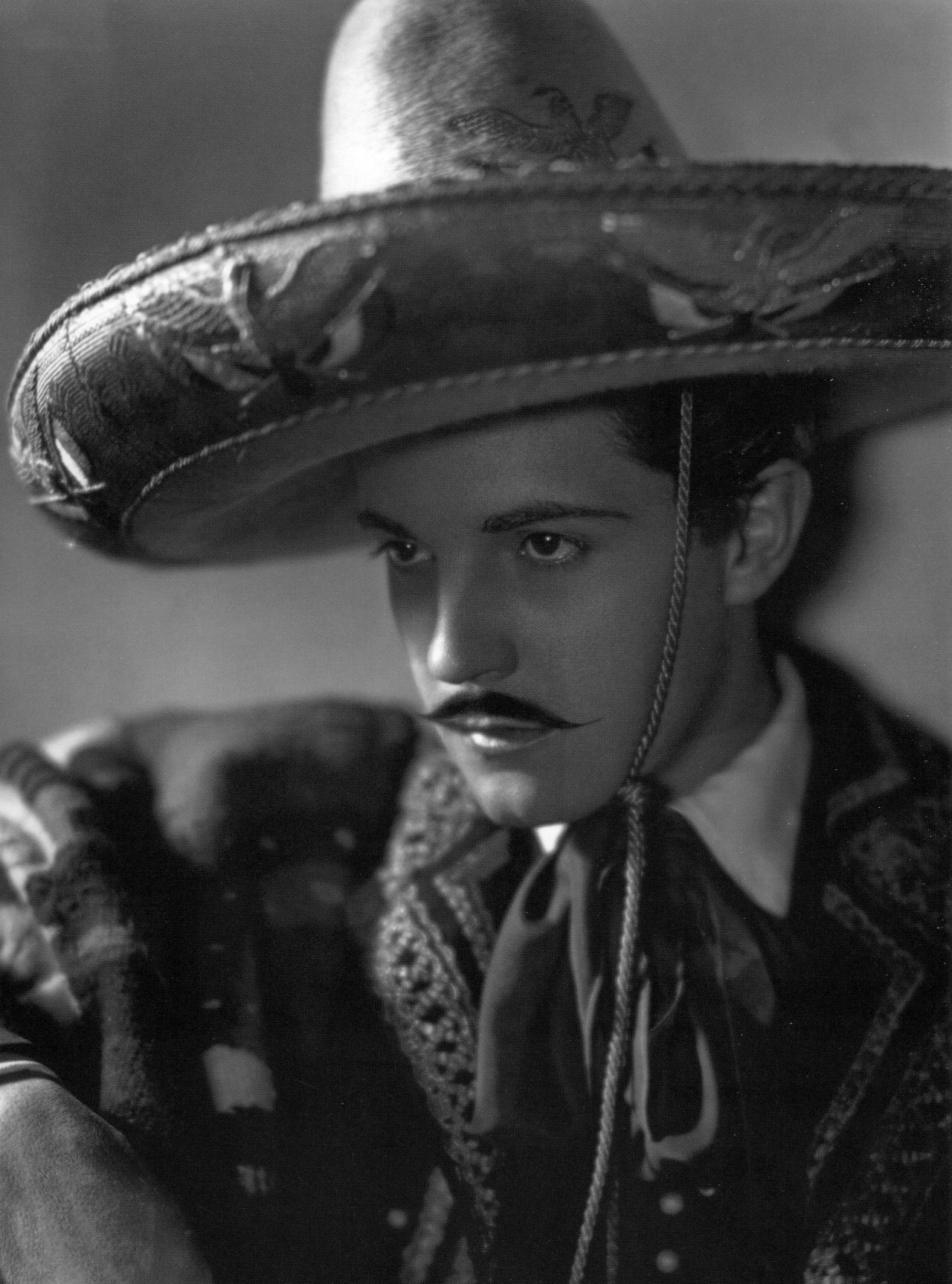
Ramon Novarro, reconegut actor mexicà del cinema mut hollywoodense, considerat com a rival i, posteriorment, successor de Rodolfo Valentino.

Per a 1919 s'havien suavitzat les friccions amb el veí del nord, i el cinema hollywoodense començava a conquistar mercats a tot el món. La dècada de 1920 a 1929 va ser testimoni de la transformació del món. La Primera Guerra Mundial havia alterat radicalment els valors de gran part de la societat, i la gent tractava d'oblidar l'horror viscut fins a 1919. En els "alegres vints" van néixer la ràdio, el jazz i les faldilles curtes, així com el feixisme, el nazisme i la depressió econòmica nord-americana.
En 1927 el cinema va parlar per primera vegada. The Jazz Singer (1927), d'Alan Crossland, es va convertir en la punta de llança d'una novetat cinematogràfica: el so. A partir d'aquest moment, el cinema va apostar tot a les paraules i a la música, inaugurant una nova era en la seva història. Després de 1920, el cinema mexicà va mantenir una carrera dispareja en contra de la creixent popularitat del cinema hollywoodenc. Els noms de Rodolfo Valentino, Tom Mix i Gloria Swanson competien, amb gran avantatge, contra els de Carlos Villatoro, Ligia Dy Golconda i Elena Sánchez Valenzuela, pel gust del públic mexicà. En general, molt poc es pot rescatar del cinema mut mexicà dels vint excepte pel·lícules excel·lents com El tren fantasma(1926) i El puño de hierro(1927) totes dues dirigides per Gabriel García Moreno la primera era cinema de acció i aventures i la segona pel·lícula que abordava el tema de les addiccions i el narcotràfico.
Potser el més important d'aquesta dècada per a aquest cinema va ser la preparació que van obtenir diferents actors, directors i tècnics mexicans al cinema de Hollywood. Actors mexicans com Ramón Novarro, Dolores del Río, Gilbert Roland i Lupe Vélez es van cotitzar com a grans estrelles al Hollywood dels anys 1920.
Entre els directors, Fernando de Fuentes, Emilio Fernández, Roberto i Joselito Rodríguez van rebre la seva educació cinematogràfica a Hollywood. D'aquesta manera, el cinema mexicà es preparava per al que seria l'època d'or.

### Cinema sonor
L'any 1929,es filmen les pel·lícules Dios y Ley (1929) dirigida per l'actor Guillermo Calles actuada per l'actriu Carmen Guerrero en locaciones de Tehuantepec, Mèxic i a les platges de Malibú Califòrnia i la pel·lícula de coproducció Mèxic-Americana Gitanos (1929) curtmetratge actuat per Emilio Fernández a Hollywood.

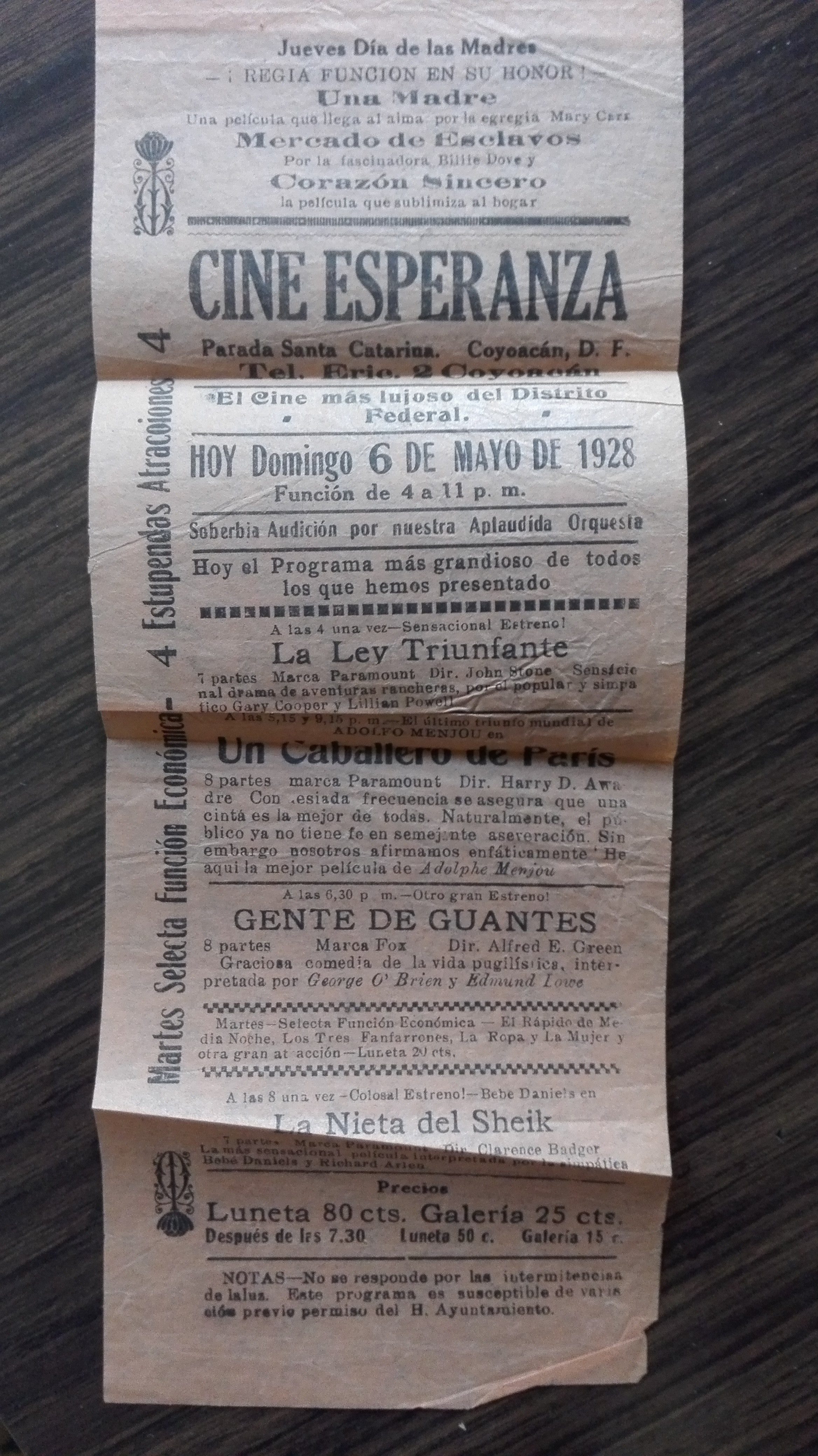
Anunci de funció del diumenge, 6 de maig de 1928, al Cine Esperanza (Santa Catarina, Coyoacán, DF, avui Ciutat de Mèxic).

A Mèxic el director Miguel Contreras Torres filma el llargmetratge sonor El Àguila y el Nopal(1929), amb les actuacions de Joaquín Pardavé, Carlos López "Chaflán" i Roberto Soto. Anteriorment, Gustavo Sáenz de Sicília ja havia filmat al desembre de 1928 La boda de Rosario (1929), cinta estrenada muda al febrer de 1929 i després reestrenada sonorizada a l'abril 27 de 1929 al Teatro Iris, acompanyada de discos fonogràfics, amb la participació de l'actor cubà Juan José Martínez Casado i de l'actriu mexicana Consuelo Frank, Ángel E. Álvarez va dirigir el documental d'aviació Alas de la gloria (1929) i el director Charles Amador dirigeix i produeix el curtmetratge El Inocente (1929) estrenat en 1930 i el llargmetratge Terrible pesadilla (1930) estrenat en 1931, sonoritzats mitjançant discos, amb les actuacions d'Emilio Tuero i Adela Sequeyro. El director de cinema mut José Manuel Ramos filma el seu primer curtmetratge sonor Cautiva (1929). El director Luis Lezama filma en 1929 Los hijos del destino estrenada als cinemes en 1930 i actuada per Juan José Martínez Casado. Salvador Pruneda dirigeix Abismos (o Náufragos de la vida) (1930), pel·lícula sonoritzada en sistema Vitaphone. Mesos més tard, el director Rafael J. Sevilla filma Más fuerte que el deber (1930) també en sistema Vitaphone i que gairebé totes éllas fracassen en la seva exhibició per imperícia dels tècnics en el maneig de la sincronització del so amb les imatges, Miguel Contreras Torres i Roberto Turnbull sonorizan, al febrer de 1930, La toma de protesta del ingeniero presidente Pascual Ortiz Rubio, igualment, Miguel Contreras Torres dirigeix Soñadores de gloria (1930) coproducció sonora mexicana-nord-americana, en locaciones del Marroc;. El director Gabriel Soria filma una sèrie de documentals en curtmetratges sonors denominats Revista Excelsior(1930).També cal tenir en compte el curtmetratge Zitari (1931), dirigit per Miguel Contreras Torres, parcialment sonorizado i la pel·lícula sonora Contrabando (1931) amb els actors Virginia Zuri i Ramón Pereda. En 1931, es va realitzar la primera cinta sonora mexicana reeixida amb so òptic: una nova versió de Santa(1932), dirigida per l'actor espanyol Antonio Moreno, interpretada per Lupita Tovar, amb música d'Agustín Lara i filmada amb el sistema sonor mexicà.

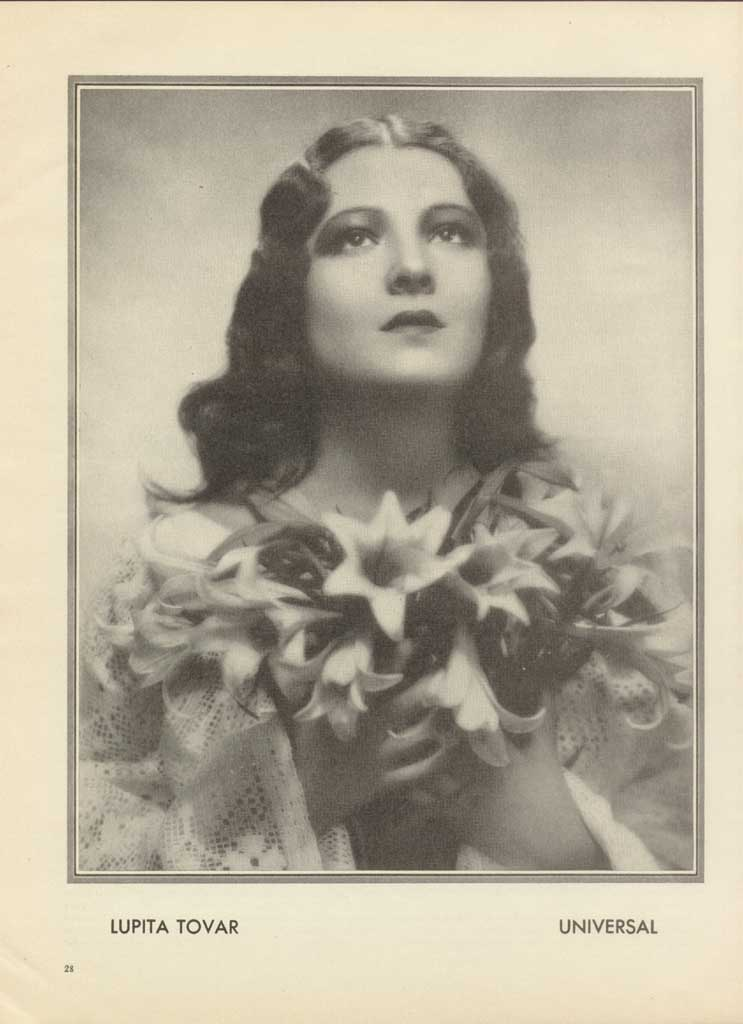
Lupita Tovar, protagonista de Santa, primera pel·lícula comercial sonora de Mèxic, estrenada al març de 1932 al Cine Palacio de la Ciutat de Mèxic.

Santa va ser la primera pel·lícula mexicana que va incorporar la tècnica del so directe, gravat en una banda sonora paral·lela a les imatges en la mateixa pel·lícula. Aquesta tècnica va ser creada en 1929 per l'enginyer en electrònica José de Jesús Rodríguez Ruelas, conegut com Joselito Rodríguez, que va realitzar assajos amb so òptic entre els anys 1927 i 1929 i que va inventar un aparell d'enregistrament de so òptic per a cinema molt lleuger i pràctic. L'invent es va batejar amb el nom de Rodríguez Sound Recording System i va revolucionar l'embrionari sistema per a obtenir la sincronia perfecta entre la imatge i el so al cinema. És el tercer equip del món que va aconseguir el registre òptic sonor per a pel·lícules, amb aquest equip filmò la pel·lícula amb so òptic de la seva creació Himno Nacional de Mexico (1929) estrenada al cinema Electric de la ciutat de Los Angeles, Califòrnia el 15 de setembre de 1929. De seguida realitza diversos curts sonors que li guanyen el reconeixement del mitjà cinematogràfic, però que també l'atreuen l'enveja tant dels productors com de les companyies de so nord-americanes. Entre aquests primers treballs formals es troben Sangre Mexicana (1930; estrenada al cinema California el 29 de maig de 1931), Fletonatiuh, Santos y Lee I y II (1930), La famosa Banda de Música de la Policía de México (1930) i The Indians are Coming(1930; R: Henry MacRae; produïda per Adventure i distribuïda per Universal Pictures).
Entre altres innovacions, va resultar ser el primer equip portàtil del món, només 6 kg que, comparat amb els existents de 90 kg de pes mitjà, per les seves dimensions, aparentava ser un fallit intent més. En l'actualitat (segle XXI), es grava el so anàleg baix principis similars als descoberts per l'enginyer Joselito Rodríguez. El seu invent va ajudar a crear gran part de les Normes Internacionals per a l'Enregistrament del Cinema.
El suport d'un equip entrenat a Hollywood per a la filmació de Santa (1931) (estrenada als cinemes al març de 1932) no va ser casualitat: obeïa a tot un pla per a establir una indústria cinematogràfica mexicana, mateix que va incloure la fundació de la Companyia Nacional Productora de Pel·lícules.
Aquesta empresa va adquirir uns estudis de cinema existents des de 1920 i es va establir com la companyia de cinema més important del país. La decisió de "importar" a gairebé tot el personal de la filmació es va fer amb la idea d'assegurar l'èxit financer de la pel·lícula.
L'ambient intel·lectual mexicà es trobava dividit entre la revolució i el socialisme. La revolució russa de 1917 hi havia imprès una petjada tan important com la revolució mexicana en el pensament d'alguns intel·lectuals del país. Mèxic vivia l'esplendor del muralisme, un moviment estètic amb una càrrega ideològica d'esquerra que mai es va ocultar. Literatura, música, poesia, fotografia i pintura van ser arts que van tenir un gran desenvolupament en la dècada dels trenta. Silvestre Revueltas, Xavier Villaurrutia, Carlos Pellicer, Salvador Novo, Diego Rivera, David Alfaro Siqueiros, José Clemente Orozco, Frida Kahlo, Juan O'Gorman, María Izquierdo, Tina Modotti, Manuel i Lola Álvarez Bravo, entre altres grans artistes, formaven part del panorama artístic i intel·lectual del Mèxic modern. Un comú denominador en la temàtica de les seves obres va ser la revisió de la revolució mexicana.
En aquest ambient, no és estranya la tendència que va seguir el cinema mexicà una vegada establertes les bases de la indústria cinematogràfica nacional. Política i art apuntaven cap a la revolució com a tema principal, i aquest va ser el camí que va seguir la nova indústria.

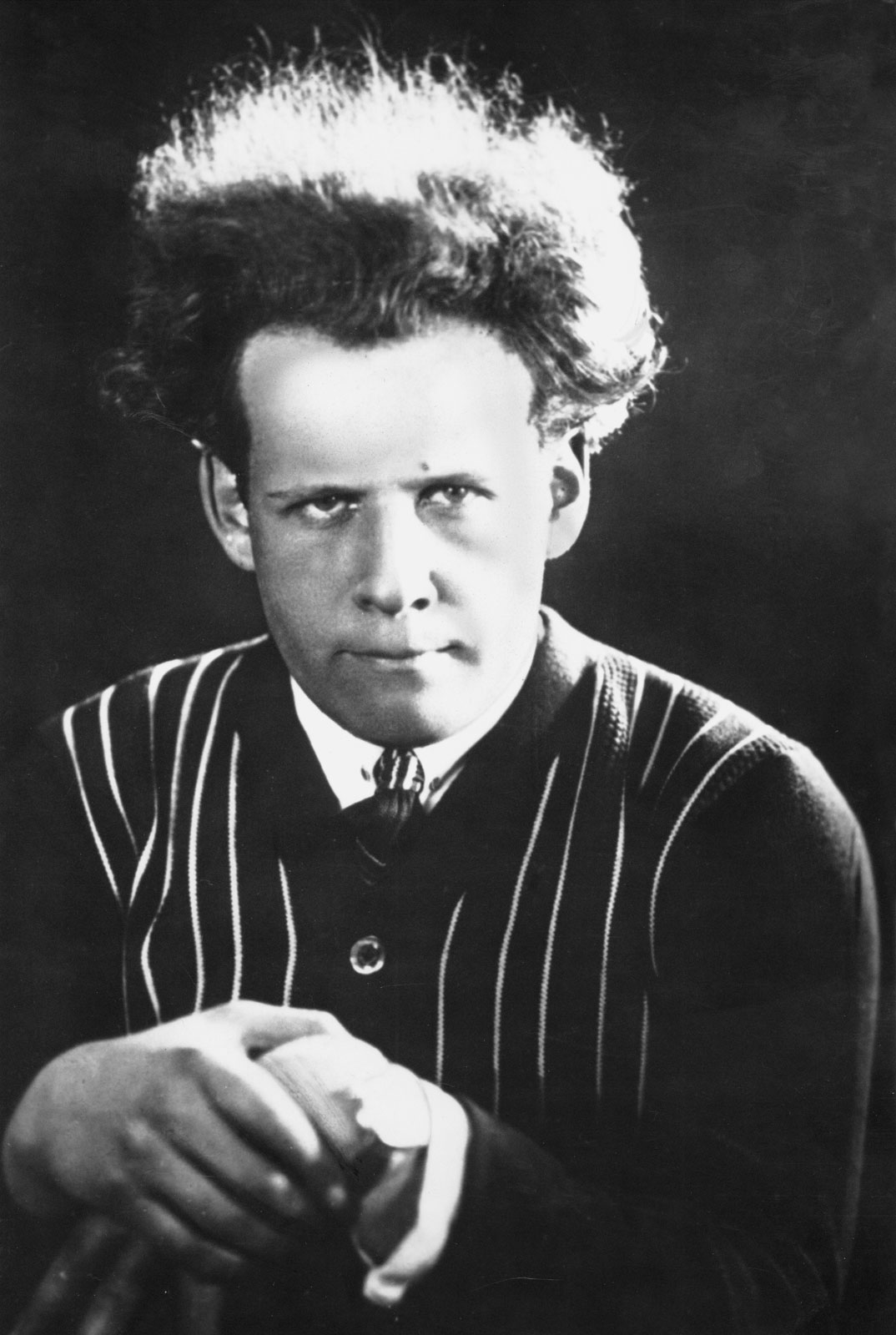
Serguei Eisenstein

Per a 1930, les aportacions cinematogràfiques de Serguei Eisenstein i Vsevolod Pudovkin havien estat reconegudes mundialment. La vaga (1924), El cuirassat Potemkin (1925), La mare (1926) i Octubre (1927) eren ja pedres angulars en la història de l'art cinematogràfic.
Entre 1930 i 1932, Eisenstein va estar a Mèxic, acompanyat pel seu assistent i traductor, Agustín Aragón Leiva, amb la finalitat de filmar una pel·lícula que seria un vast fresc sobre el país: ¡Que viva México! (1930-1932). El cineasta soviètic venia patrocinat per alguns intel·lectuals estatunidencs d'esquerra, i havia estat a Hollywood on no va poder realitzar cap film, per no haver pogut aconseguir el permís de residència en aquell país.
¡Que viva México! (1930-1932) no va poder ser conclosa perquè els patrocinadors de Eisenstein li van retirar el finançament i es van quedar amb el material filmat. No obstant això, les imatges capturades pel director soviètic van poder ser apreciades en diferents films que es van realitzar a partir d'elles Tormenta sobre México, de Sol Lesser, i Tiempo del Sol de Mary Seaton, que serien fonamentals per al posterior estil del cinema mexicà.
L'estètica visual de ¡Que viva México! va tenir una gran influència al cinema nacional. Els bells paisatges, els núvols fotogènics i l'exaltació de l'indígena van ser tres elements excel·lents d'aquesta proposta estètica. Aquest estil va ser vist com derivat de la pintura muralista, especialment de la de Diego Rivera, i va influir enormement en un jove mexicà que es trobava treballant a Hollywood i va veure el projecte: Emilio Fernández.
Entre els anys 1932 i 1936, el cinema sonor mexicà es consolida com una indústria amb films com El anónimo(1932), Una vida por otra (1932), El compadre Mendoza (1933), El prisionero 13(1933) amb l'actor Alfredo del Diestro,La calandria(1933),El fantasma del convento(1934),Vámonos con Pancho Villa (1935) y Las mujeres mandan(1937), dirigides per Fernando de Fuentes  ;Un espectador impertinente (1932),Mano a Mano (1932),La mujer del puerto(1934),Celos (1935),Así es mi Tierra (1937) i  Águila o Sol (1937)--les dues ùltimes amb Mario Moreno "Cantinflas", totes elles dirigides dirigides per Arcady Boytler i La sangre manda (1933), ¿Quién mató a Eva?(1934),Sueño de amor (1935) Luponini de Chicago (també coneguda com El gran Luponini, Luponini o El manos sangrientas (1935) i  Marihuana (1936) que aborda el tema del narcotràfic i les adiccions, dirigides amb el cantant i actor internacional José Bohr. El director espanyol Juan Orol filma Madre querida(1935),¿Mujeres sin alma, venganza suprema? (1935), Honrarás a tus padres (1936), El calvario de una esposa(1936) i Eterna martir(1937) amb un gran èxit de taquilla.

### L'Època d'Or (1930-1969)
Segons alguns historiadors i crítics de cinema, els veritables "anys daurats" del cinema mexicà correspondrien al període coincident amb la Segona Guerra Mundial que va de 1939 a 1945; no obstant això, anys abans que iniciés aquesta, el cinema mexicà ja havia aconseguit un gran nivell tècnic i artístic i tenia un mercat ben establert, tant dins com fora del país, per la qual cosa la Segona Guerra Mundial simplement va venir a incrementar la producció i expandir el mercat ja establert, la qual cosa no li lleva el seu lloc com un element extremadament important per a poder mantenir el nivell de la indústria mexicana en aquests anys.

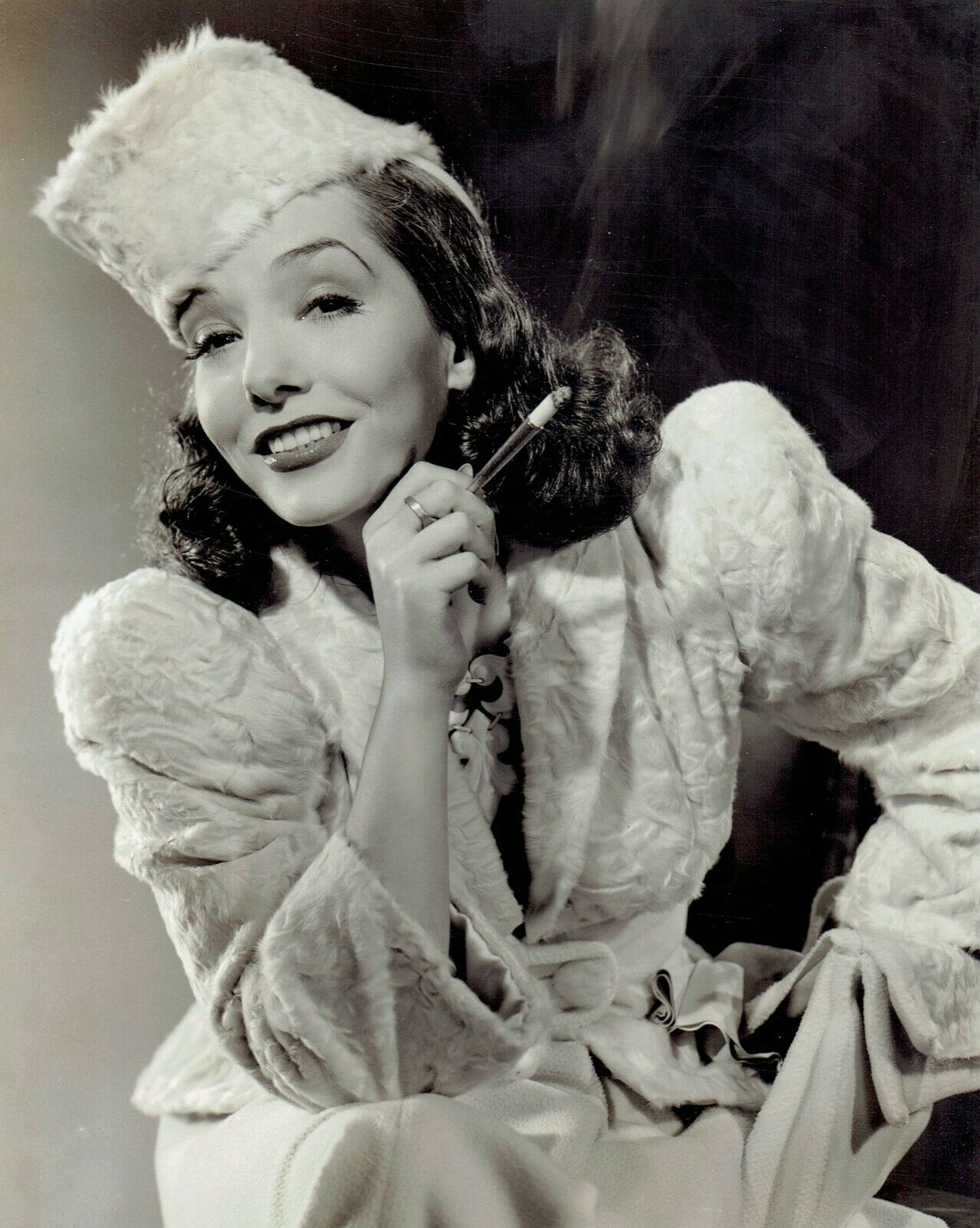
Lupe Vélez, estrella mexicana de Hollywood.

Amb el suport nord-americà de la postguerra, es va donar un auge sense precedents del cinema nacional. Grans estudis cinematogràfics nord-americans van secundar de manera conjunta el desenvolupament del cinema nacional, per qüestions estratègiques i per mantenir un control sobre Mèxic, ja que era una època en la qual la influència comunista de la Unió Soviètica planava sobre la posició estratègica mexicana i en tot l'hemisferi llatinoamericà, la qual cosa es va traduir en una estratègia mass media sobre l'escassament educada i influenciable població mexicana. Algunes cintes mexicanes que van aconseguir un enorme èxit de crítica i comercial van ser La mujer del puerto (1934), Janitzio (1934) i Dos monjes (1935). Figures com Andrea Palma, Esther Fernández, Lupe Vélez, Tito Guízar i Domingo Soler avien aconseguit ja el nivell de mites entre les audiències mexicanes.
Llavors, l'inici de la Època d'Or vindria amb l'estrena de la pel·lícula Allá en el Rancho Grande, que inauguraria el gènere de comèdia ranxera, gènere conreat a Mèxic sense parangó en la resta de món, a causa de la cultura i idiosincràsia mexicanes. La internacionalització ve a partir de 1941 amb el film ¡Ay Jalisco, no te rajes! interpretat per Jorge Negrete. I el final arribarà posterior a la mort de l'actor i cantant Pedro Infante, en 1957.
La transcendència d' Allá en el Rancho Grande és evident en dades com aquests: "Va ser la primera cinta mexicana estrenada en mercats angloparlants amb subtítols en anglès. Es va presentar a Broadway (Nova York) en el llançament del seu distribució nacional, on rebria elogis de revistes com Newsweek. Aquest triomf en particular va provocar noves activitats comercials del cinema mexicà als Estats Units, on les empreses distribuïdores aviat van establir múltiples sucursals: a San Antonio, El Paso i Nova York i, per descomptat, Los Angeles. Aquí, un executiu, citat al Filmográfico, va declarar amb emoció: “Les pel·lícules mexicanes s'estan imposant en els mercats de l'estranger”. Als Estats Units, els films mexicans ja guanyaven més de dues vegades el que ingressaven les cintes fetes en espanyol a Hollywood".
L'auge del cinema mexicà va afavorir el sorgiment d'una nova generació de directors. Per al públic, no obstant això, va ser més interessant la consolidació d'un autèntic quadre d'estrelles nacionals que serien les figures principals d'un star system sense precedents en la història del cinema en castellà.
En aquests anys, el cinema mexicà va abordar més temes i gèneres que en cap altra època. Obres literàries, comèdia, comèdies ranxeres, pel·lícules policíaques, comèdies musicals i melodrames van formar part de l'inventari cinematogràfic mexicà d'aquells anys. I també en la recta final d'aquest període s'inauguraria un altre gènere que podria considerar-se nacional i que, igual que la comèdia ranxera, no va tenir rivals fora de Mèxic: el gènere de lluites o pel·lícules de lluita lliure.
El cinema mexicà va continuar realitzant obres d'esplèndida qualitat i va començar a explorar altres gèneres com la comèdia, el romanç i el musical. En 1943, la pel·lícula Flor silvestre, va reunir un equip cinematogràfic conformat pel director Emilio Indio Fernández, el fotìgraf Gabriel Figueroa, l'actor Pedro Armendáriz i l'actriu Dolores del Río. Les cintes María Candelaria i La perla, són considerades obres mestres de Fernández i el seu equip, i van omplir al cinema mexicà d'un enorme prestigi, passejant-se a nivell mundial a importants festivals cinematogràfics (María Candelaria va ser guardonada en 1946 amb el Gran Premi del Festival de Canes, el nom anterior de la Palma d'Or, sent la primera pel·lícula de parla hispana a obtenir-lo). Per part seva, La perla va ser guardonada amb el Globus d'Or de la indústria fílmica estatunidenca, sent la primera cinta hispana a rebre aquest reconeixement.
En la seva època d'or, el cinema mexicà va imitar el Star System que imperava a Hollywood. D'aquesta manera, i a diferència d'altres indústries fílmiques, al cinema mexicà es va començar a desenvolupar el "culte a l'actor", situació que va propiciar el sorgiment d'estrelles que van causar la sensació en el públic i es van convertir en autèntics ídols, d'una forma molt similar a la de la indústria fílmica estatunidenca. No obstant això, a diferència del que succeïa a Hollywood, els estudis cinematogràfics mexicans mai van tenir un poder total sobre les grans estrelles, i això va permetre a aquestes brillar d'una forma independent i desenvolupar-se en una enorme multitud de gèneres, principalment les figures sorgides al Cinema mexicà en la dècada del 1950, molt més versàtils i completes que les de la dècada prèvia.
Entre les figures que van aconseguir el nivell d'ídols del cinema mexicà, destaca Pedro Infante. Tractar d'explicar el fenomen Pedro Infante és, a hores d'ara, una empresa inútil. Els seus primers films no apuntaven cap a la creació d'un mite. El resultat de la seva reunió amb el director Ismael Rodríguez a Nosotros los pobres (1947), va servir per a consolidar la figura d'Infante dins de la mitologia del cinema mexicà. Per a molts mexicans, Infant va representar el que tot mexicà havia de ser: fill respectuós, amic incondicional, amant romàntic, home de paraula.
De l'extensa galeria d'estrelles del cinema mexicà, Pedro Infante és l'únic que ha pogut unificar els sentiments del públic. La seva popularitat ha continuat creixent conforme s'agreguen noves generacions de mexicans. La figura de Pedro Infante continua sent la més important de la cinematografia mexicana.

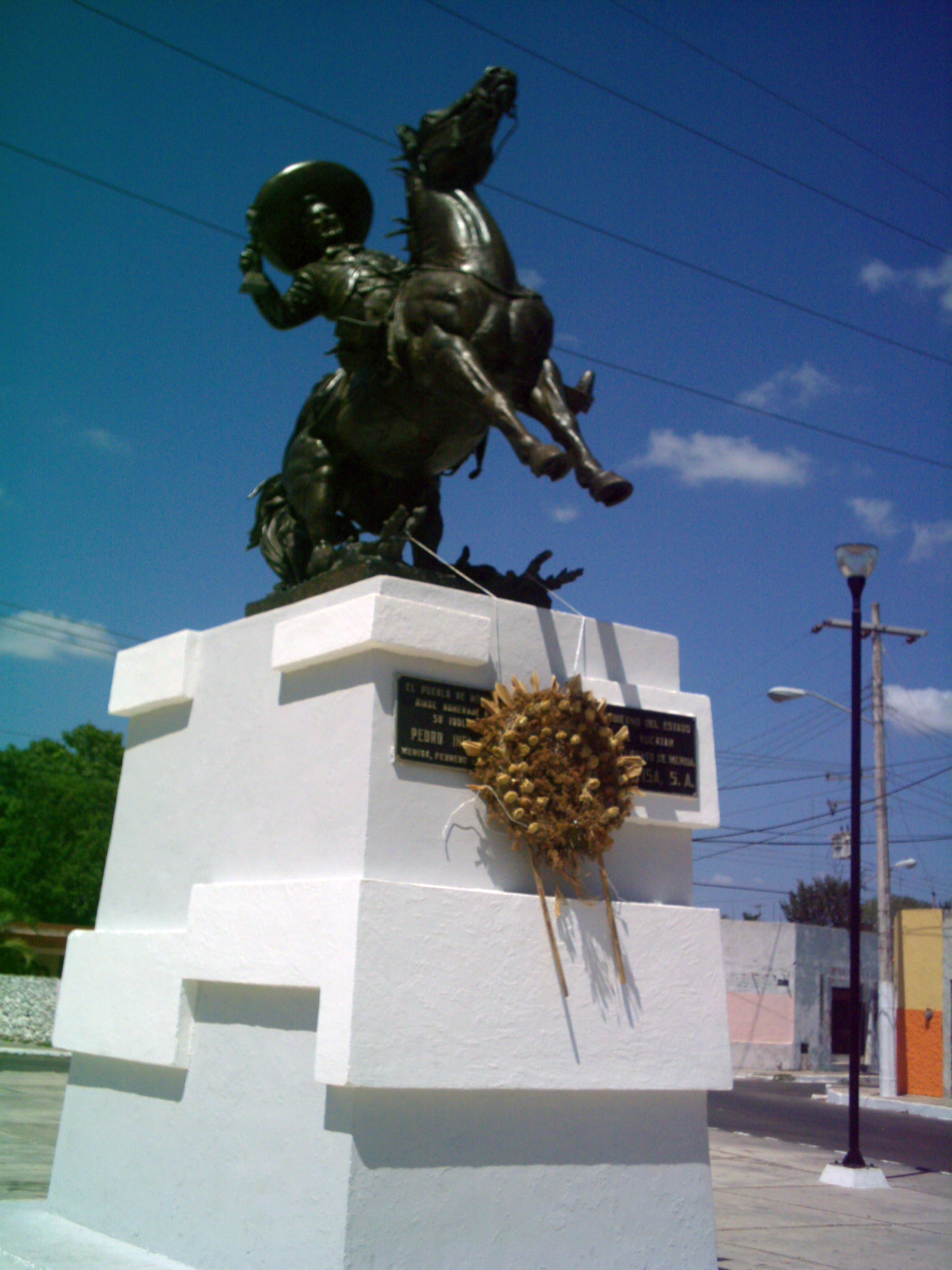
Estàtua eqüestre de Pedro Infante a Mèrida, Yucatán. Infant és considerat com la màxima figura de l'Època d'Or del Cinema Mexicà.

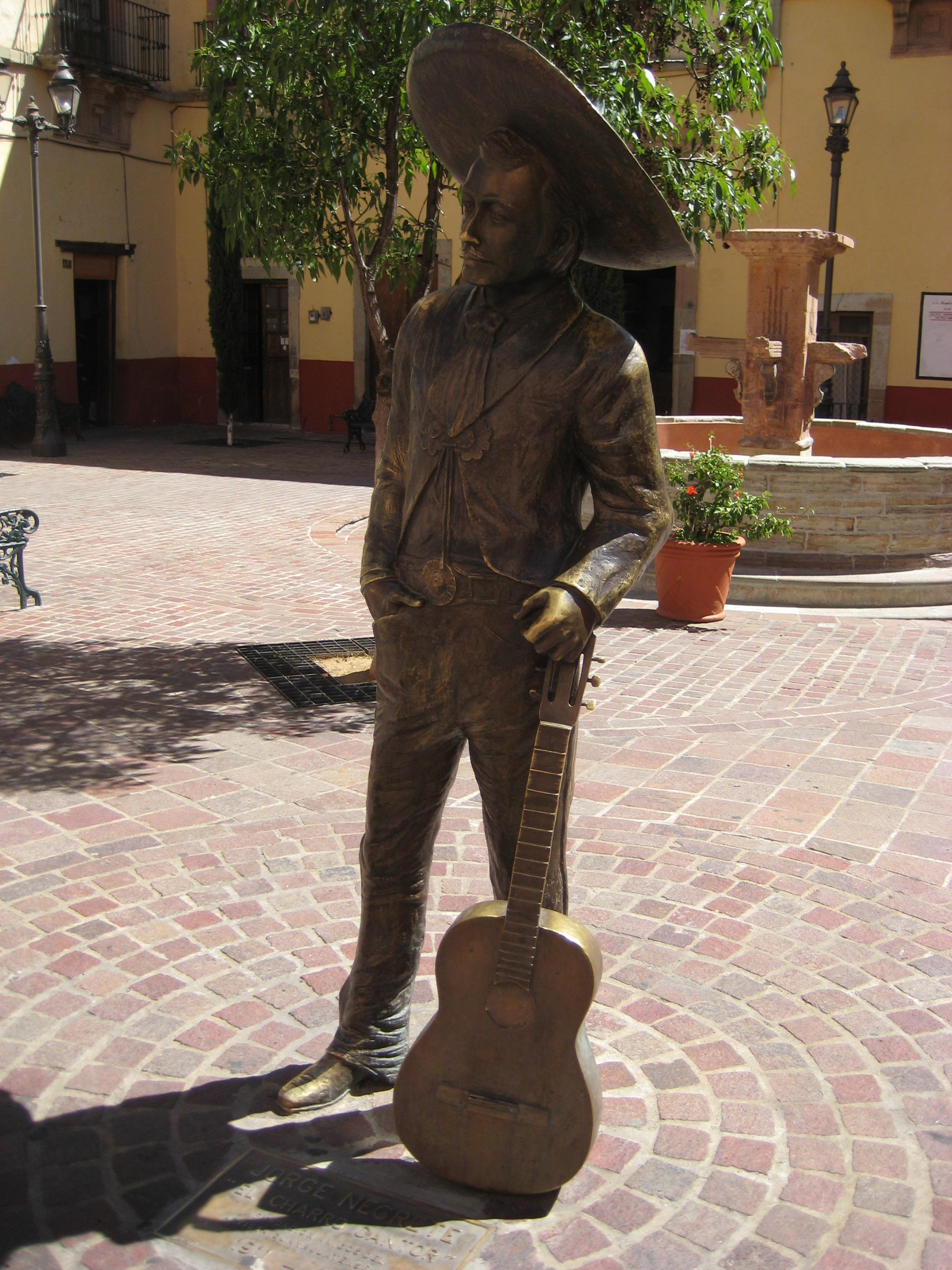
Estàtua de bronze a Guanajuato de Jorge Negrete, un dels prototips d'heroi ranxer al cinema mexicà.

Jorge Negrete va ser un cantant i actor mexicà l'atractiu personal del qual i veu inconfusible li van elevar a la categoria de mite de la música del seu país. A això van contribuir sens dubte les seves aparicions cinematogràfiques. En un Mèxic que encara patia les seqüeles dels enfrontaments civils de la Revolució, l'estil patriòtic de les cançons i pel·lícules de Jorge Negrete, en les quals s'enaltien valors com la virilitat, el valor o la família, va quallar en el si d'una societat necessitada de mites sobre els quals reconstruir una identitat nacional. En les seves pel·lícules i actuacions, Negrete solia abillar-se com un autèntic charro. En l'escenari i en el plató deambulava amb l'arrogància que caracteritza a un duro trencacors de tendra i dolç somriure, sempre a punt per al llanci amorós. I és que probablement l'encant que el fidel públic femení trobava en Negrete residia en què sabia conjugar en els seus personatges trets oposats, com el galant rude dotat al mateix temps d'una lànguida i enigmàtica mirada.
De manera similar a Hollywood, al cinema mexicà va existir també el "Culte a la Diva", la veneració de figures femenines que van aconseguir el nivell de Mites (com Greta Gracia i Marlene Dietrich). Encara que van sorgir moltes belleses fílmiques en l'Època d'Or, només dos d'elles van aconseguir transcendir i convertir els seus rostres en el sentit de totes les seves pel·lícules: María Félix i Dolores del Río.

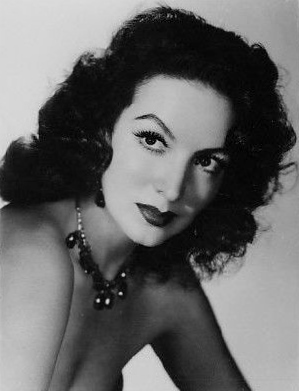
María Félix, considerada una de les figures femenines crucials del Cinema Mexicà i una de les seves cartes fortes a nivell internacional.

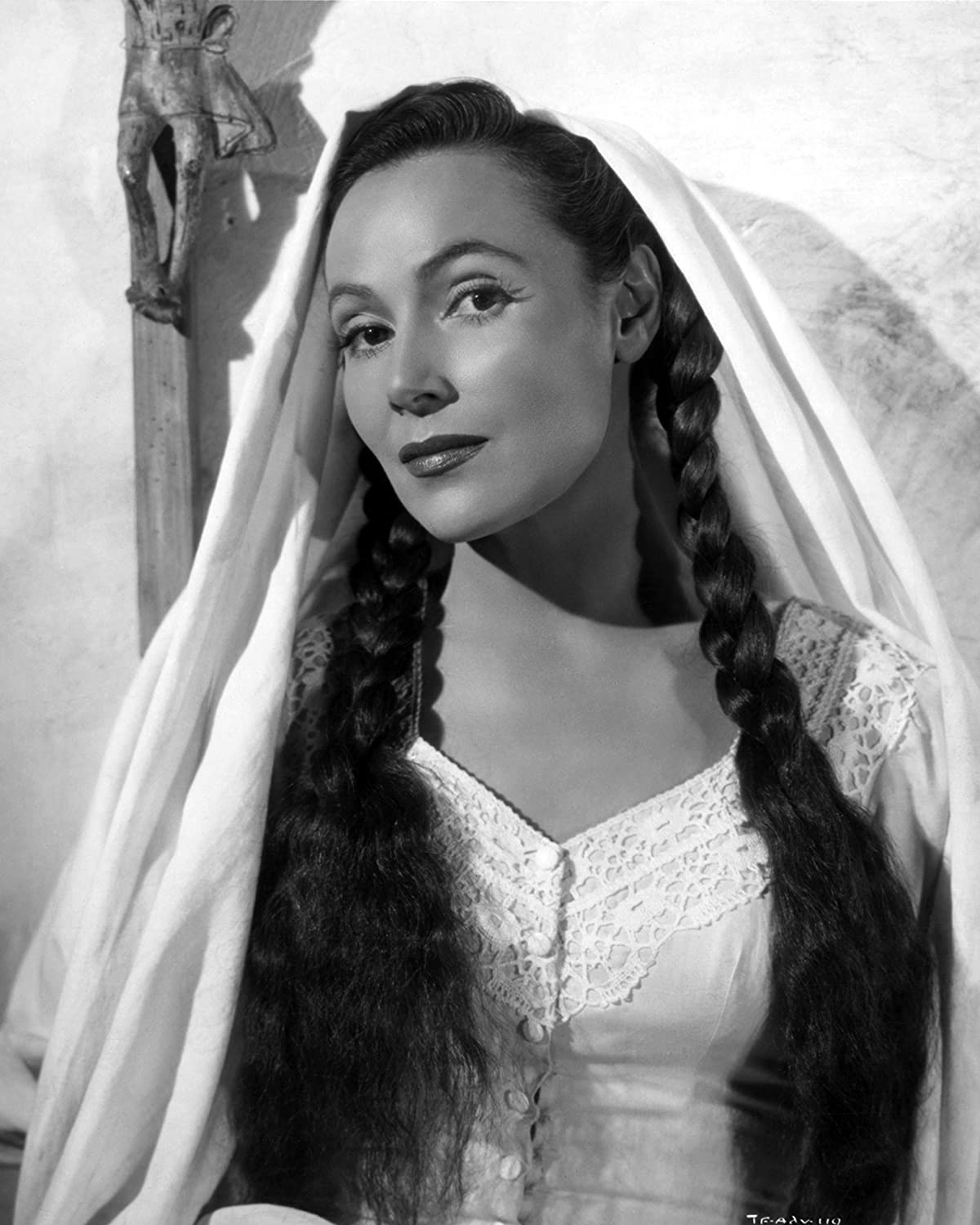
Dolores del Río, llegendària actriu mexicana, estrella de Hollywood en els anys 1920's i 1930's. i un dels rostres del Cinema Mexicà a nivell internacional.

María Félix va ser un cas excepcional al cinema mexicà. Dona d'enlluernadora bellesa física i forta personalitat, que immediatament va dominar els rols de "dona fatal" en les pel·lícules mexicanes. Abans de l'èxit de María Félix, les dones anaven en papers secundaris (mares abnegades, núvies submises). A partir de l'èxit de Félix, van començar a realitzar-se més pel·lícules amb temàtiques femenines. El film Doña Bárbara (1943), va donar inici al mite de María Félix com La Doña. La singular personalitat real de María es va fusionar amb la seva personalitat fílmica donant lloc a un dels mites més fascinants del setè art. Es va forjar la seva llegenda sense que ella mogués un dit. La imaginació de la gent va fer tot el treball. A l'estranger, María va preferir inclinar-se pel Cinema d'Europa (Espanya, França, Itàlia), on les seves interpretacions es van inclinar cap a un cinema d'autor.
Dolores del Río va representar en els seus millors moments un dels màxims ideals de la bellesa femenina mexicana. El mite de Dolores del Río no va començar a Mèxic, sinó a Hollywood, on l'actriu va aconseguir l'estatus de "Diva" en els anys vint i trenta, una cosa molt difícil per a una actriu d'origen hispà. Després d'una carrera més que digna a Hollywood, Dolores va tornar a Mèxic, on va aconseguir mantenir, i fins i tot elevar el prestigi del qual va gaudir als Estats Units, gràcies a una sèrie de pel·lícules, realitzades especialment per a ella, pel seu etern admirador, el director Emilio Fernández, on la despulla de la imatge pètria adquirida a Hollywood i ressalta els seus trets indígenes. Pel·lícules com a Flor silvestre i María Candelaria (1943), van passejar la imatge de Mèxic per tot el món, i Dolores del Río es va convertir en símbol nacional, després de ser, per molts anys, símbol d"el mexicà" a l'estranger.
Feien falta rostres que captivessin a les audiències i talents que poguessin sostenir el pes d'un protagonista i Pedro Armendáriz, posseïa totes dues qualitats. A pesar que per les seves venes no corria ni una sola gota de sang indígena -i sí diverses d'origen britànic i espanyol- Armendáriz va aconseguir encarnar l'essència del mexicanisme millor que cap altre actor del cinema nacional. Aquesta apreciació -compartida per historiadors, crítics, col·legues i admiradors- es fonamenta de manera important en els personatges que l'actor va protagonitzar sota la direcció d'Emilio Fernández. Fernández va saber treure partit de les característiques físiques d'Armendáriz i ho va convertir en el prototip del "mascle" o galant viril mexicà. Més tard, Armendáriz va incursionar al cinema de Hollywood i d'alguns països d'Europa.

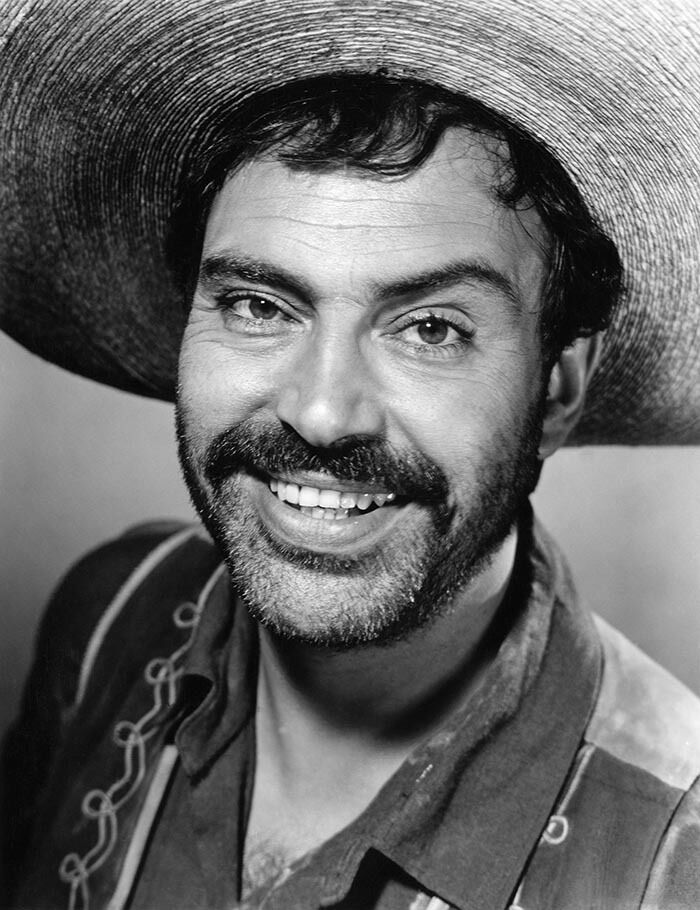
Pedro Armendáriz, a la pel·lícula de Hollywood 3 Godfathers (1948).

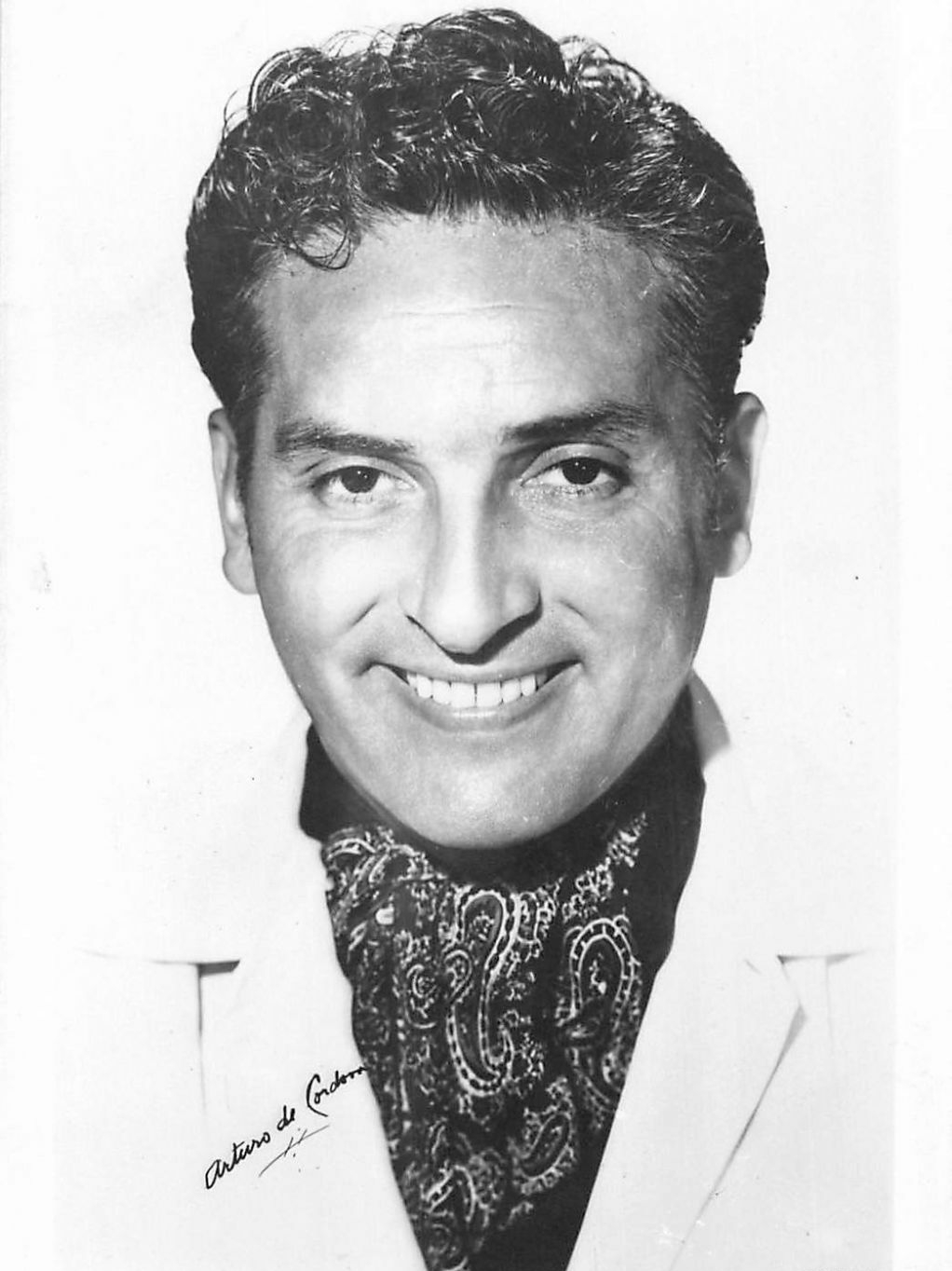
Arturo de Córdova, circa 1940.

Arturo de Córdova va ser una altra destacada figura masculina del cinema mexicà. La seva especialitat van ser personatges turmentats que, amb freqüència, s'enfonsaven en la bogeria. La seva postura i rebuscada elegància el van fer cèlebre. Va ser sens dubte un dels galants cinematogràfics hispans més sol·licitats per les dones. Sempre s'envoltava de repartiments femenins que respiraven bellesa, al mateix temps que les seves canoses temples s'anaven convertint en una marca personal i intransferible.
Mario Moreno "Cantinflas", comediant i manyaga sorgit de les carpes populars, es va fer mundialment cèlebre amb el nom del seu personatge Cantinflas (un "peladito" de barri xerraire, simpàtic i enginyós), al qual va donar vida en la majoria dels films que va rodar. La popularitat d'aquest monstre sagrat del cinema mexicà i, en general, del cinema en espanyol, deu molt al seu treball a les pel·lícules filmades amb el seu director ideal, Miguel M. Delgado. En els anys cinquanta, les seves cintes mostren un canvi: del personatge de la picardia urbana i popular, només quedaria un humor basat en l'ús reiteratiu del "cantinflisme", l'habilitat per a parlar molt i no dir res. A totes elles, Mario Moreno es va convertir en un portador de judicis i crítiques contra la societat "pobletana", en particular, i contra la humanitat, en general. D'aquesta manera, va arremetre amb singular recalcament contra l'"aristocràcia desnaturalitzada", fent que triomfés l'autèntic sobre la falsedat. Es va constituir en l'home que sempre deia la veritat, encara que en forma sarcàstica, i va sofrir les conseqüències d'aquesta fidelitat a si mateix. El personatge de Cantinflas va ser per a Mario Moreno, la qual cosa Charlot va ser per a Charles Chaplin. Però a diferència de Chaplin, Cantinflas basava el seu personatge en l'alegria i no en la melancolia. Els seus personatges sempre van ser vivificants. Cantinflas va gaudir d'un èxit inusitat.

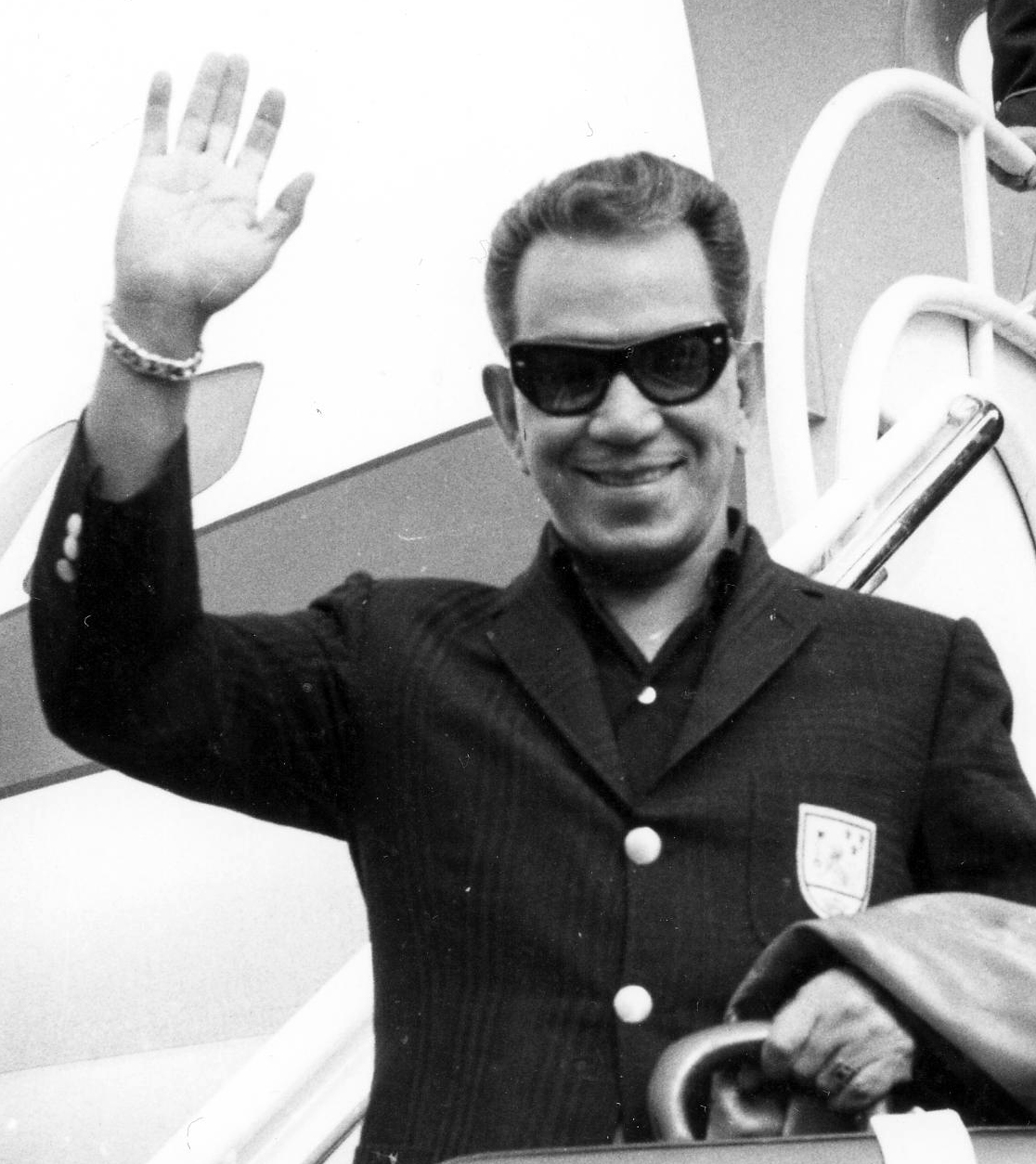
Cantinflas, considerat una de les figures més emblemàtiques de la comèdia al cinema de parla hispana

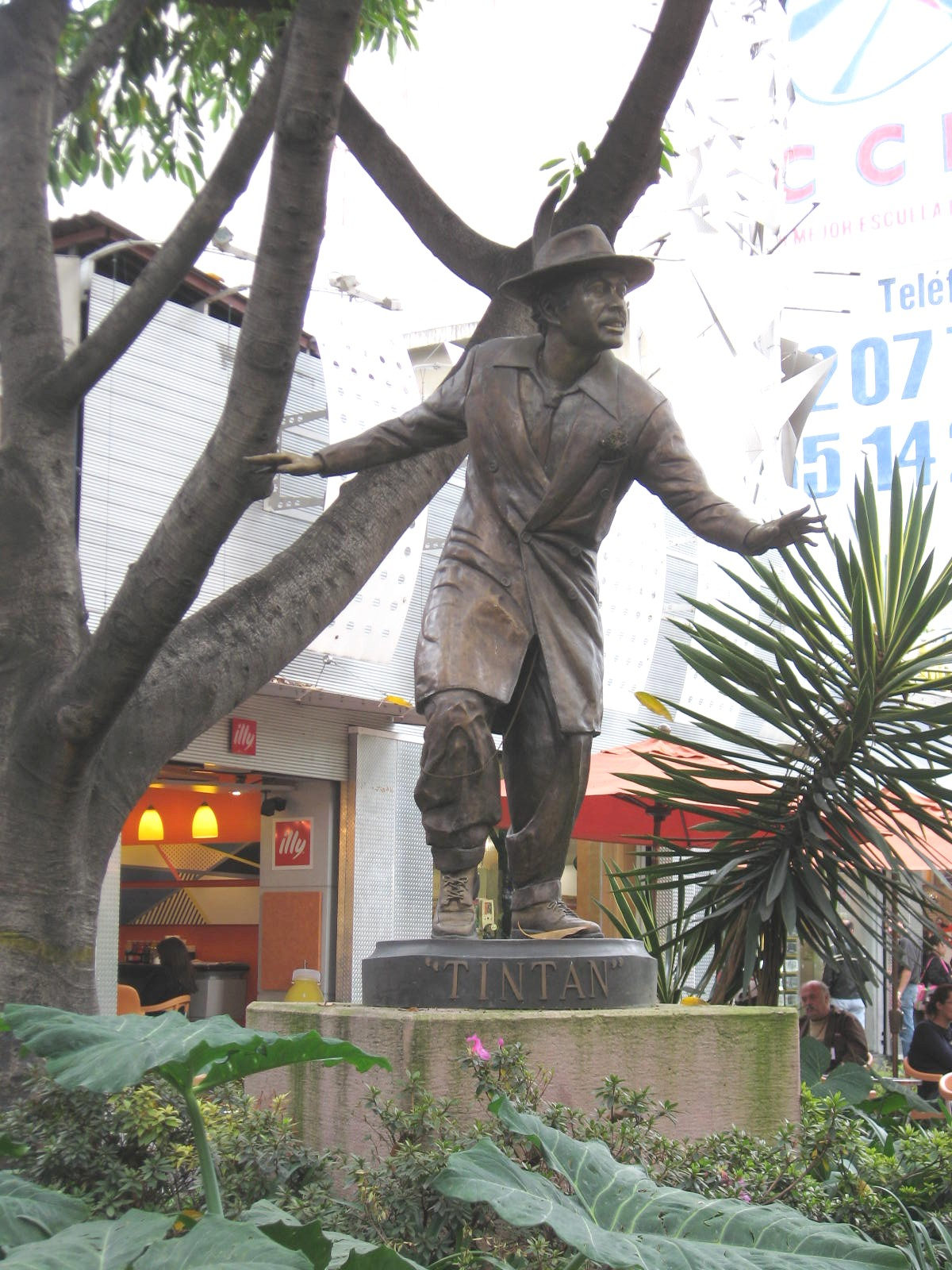
Estàtua de Germán Valdés "Tin Tan" a la Zona Rosa de la Ciutat de Mèxic.

Un altre destacat comediant va ser Germán Valdés "Tin Tan". Posseïdor d'una enorme gràcia i versatilitat, perquè era a més un excel·lent cantant. Va fer cèlebre en el seu temps al personatge del pachuco (moviment cultural sorgit en els anys vint en Chicago, entre la comunitat hispana dels Estats Units). Si bé Tin Tan es guanyava el respecte del públic amb una personalitat amable i una mica burleta del mexicà pobre que es donava aires de grandesa imitant l'estil xicano —rude i elegant—, Germán Valdés no va considerar prendre la figura del pachuco com una broma per a identificar-se amb l'audiència, perquè en la seva adolescència l'actor realment va conviure amb els veritables pachucos de Ciudad Juárez. La improvisació era una cosa de la que Tin Tan en presumia amb orgull sobre l'escenari depenent de l'aplaudiment i reacció del públic, però en arribar a la pantalla gran, l'actor va trobar una peculiar manera de seguir aquesta dinàmica personal sense trencar els protocols dels guions cinematogràfics que arribarien sense descans. Les seves pel·lícules es van basar principalment en la paròdia i en situacions absurdes, números musicals amb personatges dotats d'una gran picardia i un vast atractiu visual femení. "Tin Tan", posseeix, fins al dia d'avui, un enorme impacte cultural entre alguns sectors del públic mexicà, i el seu cinema ha aconseguit el nivell de culte.
Algunes altres figures mexicanes van aconseguir reconeixements a nivell estranger. Katy Jurado es va convertir en una important i cotitzada actriu en la indústria de Hollywood (principalment en cintes del gènere western), aconseguint reconeixements com el Globus d'Or (1952) i una nominació al Premis Oscar de l'Acadèmia Americana de Cinema (1954). Per part seva, Silvia Pinal va aconseguir reconeixement en l'àmbit del "cinema d'art", especialment gràcies a les seves col·laboracions amb el director Luis Buñuel. La cinta Viridiana (1961), probablement el film més mític de la cinematografia de Buñuel, va ser protagonitzada per Pinal. Guardonada amb la Palma d'Or del Festival de Canes, Viridiana va plasmar a Pinal en la història del cinema mundial. Bella, carismàtica i dotada d'una meravellosa versatilitat, Pinal ha collit una carrera d'èxits que abasten diverses dècades de l'espectacle mexicà.

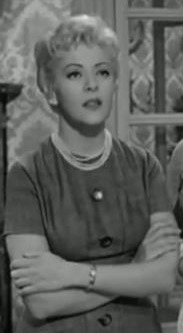
Silvia Pinal.

Sara García, anomenada l' "Abuelita del Cine Mexicano", mereix un esment especial. Va ser una destacada actriu posseïdora d'una gran versatilitat i una forta intensitat dramàtica. Les seves commovedores o gracioses interpretacions d'anciana (àvia, mare, nana), la van convertir, de manera similar a Cantinflas o Tin Tan, en part de la cultura popular mexicana, i la seva fama es resisteix al pas del temps.
Entre les actrius que ocupen un lloc destacat al Cinema mexicà en la seva època daurada es troben Columba Domínguez, una de les principals muses del cineasta Emilio Fernández. Dotada d'un fort atractiu autòcton, va treballar en destacades cintes de renom internacional, com Pueblerina (1949).
Miroslava Stern va ser una enlluernadora bellesa d'origen europeu que va aconseguir la glòria al Cinema mexicà entre finals dels 1940s i mediats dels 1950s, abans de morir de manera tràgica en 1955. Marga López va ser important i destacada actriu amb un rang actoral molt ampli que la va portar, de la comèdia, als intensos melodrames clàssics de l'època. L'enlluernadora Elsa Aguirre va ser una de les femme fatals més destacades de la indústria fílmica mexicana. Una altra important actriu dels anys daurats del Cinema Mexicà va ser Gloria Marín, qui va gaudir d'un gran cartell a inicis dels anys 1940's gràcies en part al seu cèlebre mancuerna amb Jorge Negrete en una sèrie de pel·lícules romàntiques i ranxeres. María Elena Marqués, va ser una altra important actriu de caràcter i forta personalitat.
Entre les belleses que van inundar les pantalles mexicanes es troben també Esther Fernández, Rosario Granados, Rosita Quintana, Rita Macedo, Emilia Guiú, Pina Pellicer, Alma Rosa Aguirre o Lilia Prado, entre moltes altres més.
De les actrius de caràcter que van brillar en aquest període destaca Carmen Montejo, actriu amb una trajectòria impecable en cinema, teatre i televisió. Per part seva, Andrea Palma va ser considerada com la primera diva del Cinema mexicà, immortalitzada en els inicis de la indústria fílmica mexicana com La mujer del puerto, i més tard especialitzada en rols d'elegant dama o prostituta sofisticada. Emma Roldán va ser una de les pioneres de la indústria fílmica mexicana i amb una carrera que abasta més d'un centenar de films. Per la seva part Prudencia Griffel, veterana estrella del teatre de revista dels anys 1920's, va quedar immortalitzada (al costat de Sara García) en rols de iaia dins del cinema..

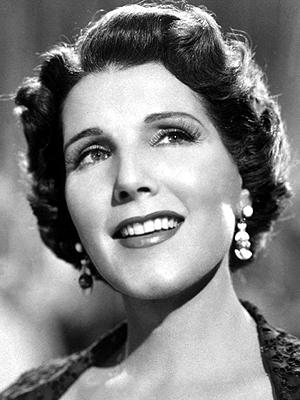
Libertad Lamarque

En ser Mèxic la principal potència cinematogràfica de parla hispana, la seva indústria va atreure a altres importants figures d'altres indústries fílmiques de parla hispana. Les més importants van ser l'espanyola Sara Montiel, que va aconseguir renom internacional després del seu pas pel Cinema Mexicà en la primera meitat de la dècada dels cinquanta, i l'argentina Llibertat Lamarque, que després de sortir del seu país en 1947 després d'una llorejada carrera al Cinema argentí, es va establir a Mèxic, on realitza la major part de la seva filmografia i es va mantenir activa pràcticament per la resta de la seva vida.
De Espanya arriben també figures com Jorge Mistral, Armando Calvo o Lola Flores; de l'Argentina arriben també noms com Niní Marshall o Luis Aldás. De Cuba arriben llorejades figures com René Cardona, Rita Montaner o Rosita Fornés, mentre que Irasema Dilián va ser importada del cinema italià.
Entre la galeria d'actors destaca Ignacio López Tarso, un dels actors llatinoamericans més versàtils i amb una carrera fílmica, televisiva i teatral summament destacada. López Tarso fu el protagonista de Macario (1959), primera pel·lícula mexicana nominada al Premi Óscar de l'Acadèmia Americana. Els germans Soler: Domingo, Andrés, Fernando i Julián, van anar probablement alguns dels actors mexicans amb major quantitat de pel·lícules en la seva trajectòria. Tant en rols dramàtics com còmics, com a actors estel·lars o de suport, el seu talent histriònic s'imposava en les seves pel·lícules. David Silva va aconseguir una enorme popularitat en encarnar a l'heroi de barri i de classe baixa en nombroses cintes de Cinema social o cinema urbà. Emilio Tuero va ser un dels primers galants fílmics d'èxit massiu en la indústria fílmica mexicana a principis dels anys 1940. Roberto Cañedo va ser un actor amb una carrera fílmica llarguíssima que va abastar més de cinquanta anys en cinema, teatre i televisió, i Fernando Fernández qui a més de ser un destacat cantant, va aconseguir una enorme popularitat en cintes de tall musical encarnant rols d'home bo i noble.
Els "vilans cinematogràfics" més destacats del cinema de l'època van ser Carlos López Moctezuma, Miguel Inclán, Rodolfo Acosta, Víctor Parra, Wolf Ruvinskis, Arturo Martínez o els germans Tito i Víctor Junco.
Molts altres comediants van aconseguir la consagració al cinema mexicà. Des de parelles còmiques de comèdia slapstick (a l'estil de El Prim i el Gras), fins a actors independents que van aconseguir un enorme cartell. Molts d'aquests comediants van sorgir de les Carpes o teatres populars mexicans.
Joaquín Pardavé va ser un popular actor que el mateix captivava amb personatges dramàtics o còmics. Pardavé també era compositor i director cinematogràfic, i els seus inicis en la indústria, des del Cinema mut, el van convertir en una espècie de "pare simbòlic" de tots els comediants mexicans des dels anys trenta fins als seixanta.
Antonio Espino i Mora, més conegut com "Clavillazo", va ser un altre dels actors mexicans que van iniciar la seva carrera a les carpes i després van passar a les grans pantalles en l'època d'or del cinema mexicà. Més de 30 pel·lícules formen el seu repertori i és un dels artistes més volguts i recordats. Un altre artista que va iniciar en les carpes i que a més de la seva simpatia, va destacar per la seva pintoresca manera de ballar va ser Adalberto Martínez "Resortes", qui va tenir una carrera artística molt llarga, perquè va treballar més de 70 anys al cinema i la televisió.
Gaspar Henaine "Capulina" i Marco Antonio Campos "Viruta", van ser una dupla còmica que va trobar en l'humor blanc la manera de guanyar-se l'afecte de la gent. Viruta i Capulina van iniciar la seva carrera junts en 1952, encara que individualment ja havien treballat en altres projectes. Van filmar més de 25 pel·lícules.
A pesar que no tenen un gran nombre de pel·lícules junts, Manolín i Estanislao Shilinsky són recordats per la seva gran química en les carpes i posteriorment al cinema. Van tenir l'oportunitat de gravar un disc junts, perquè era a través de les seves cançons que exaltaven la seva comicitat.

#### Comèdia ranchera

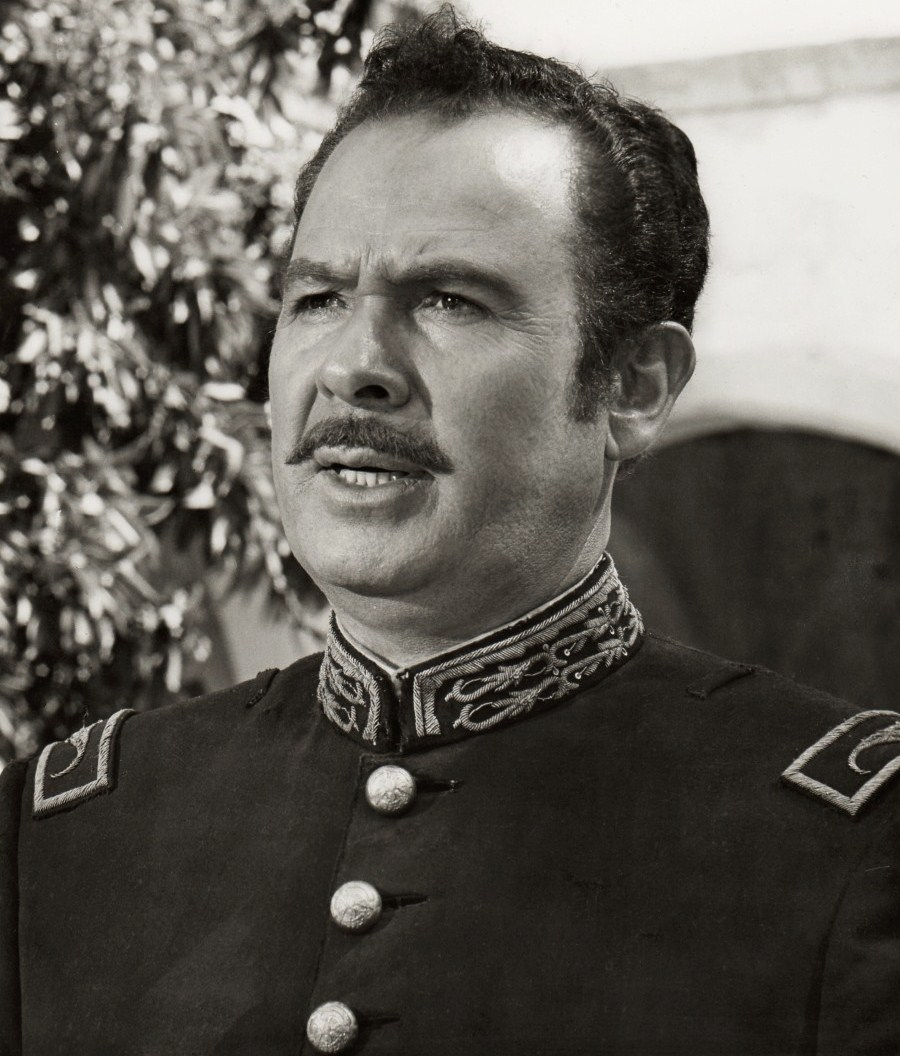
Antonio Aguilar

La comèdia ranxera és un gènere cinematogràfic exclusiu de Mèxic on l'acció de la pel·lícula es desenvolupa en un ranxo, poble o localitat. Aquest tipus de gènere es va fer famós principalment en les dècades dels anys 1930's a 1960s. En 1936 es va estrenar la pel·lícula Allá en el Rancho Grande, i fou un èxit de taquilla. Anteriorment s'havien produït altres pel·lícules d'aquest gènere, que no obstant això no van aconseguir el reconeixement internacional com l'esmentada.
Gràcies a l'èxit collit es van iniciar les produccions de comèdies o tragèdies ambientades en localitats típiques el Mèxic interior. La trama generalment es desenvolupa en algun lloc rural de Mèxic. Els protagonistes són charros i dones enamorades. El comú denominador sol ser el tequila, l'amor i les situacions, tant còmiques com tràgiques. El tema de la Revolució Mexicana va ser recurrent en aquest gènere.
Del gènere, es desprenen pel·lícules com El gallo giro (1936), Los tres García (1947) i Dos tipos de cuidado (1952), entre moltes altres. No obstant això, la fórmula va ser espremuda fins a arribar a realitzar pel·lícules molt dolentes i de molt baix pressupost. Actualment es consideren com a clàssics de la cinematografia mexicana. Els herois rancheros van aconseguir un enorme cartell al cinema mexicà de l'època. Darrere de Pedro Infante o Jorge Negrete, destaquen com a màximes figures Luis Aguilar i Antonio Aguilar.

#### Cinema musical i cinema de rumberes
El cinema musical a Mèxic va estar fortament influenciat per la música folklòrica o música ranxera. Estrelles com Pedro Infante, Jorge Negrete i Antonio Aguilar van realitzar desenes de cintes del gènere ranchero que van servir com a plataforma per a promoure la música mexicana. Les cançons d'importants compositors com Agustín Lara o José Alfredo Jiménez van servir com a base per als arguments de nombroses pel·lícules. L'argentina Libertat Lamarque també es va destacar per la realització de cintes on la música i les cançons eren les protagonistes principals.
La música tropical, que va estar de moda a Mèxic i Llatinoamèrica des dels anys trenta, també va ser plasmada al cinema mexicà. Nombroses revistes musicals van ser realitzades en els anys quaranta i cinquanta. En aquestes produccions era comuna veure a figures que van des de Dámaso Pérez Prado o Toña la Negra fins a Rita Montaner, María Victoria o Los Panchos. No obstant això, el cinema musical a Mèxic va estar majorment representat per l'anomenat Cinema de rumberes.
El cinema de rumberes va ser un gènere que va florir en els anys quaranta i cinquanta. Les seves estrelles principals van ser les anomenades "rumberes", ballarines de ritmes musicals afroantillans. El gènere és una curiositat fílmica, un dels híbrids més fascinants de la cinematografia mundial i troba les seves arrels en diversos gèneres cinematogràfics. Avui dia, gràcies als seus singulars característiques, és considerat dins de l'anomenat cinema de culte. El Cinema de rumberes va representar una mirada social del món de les treballadores de la nit del Mèxic dels 1940s i 1950s que confrontaven la moral i els convencionalismes socials del seu temps, i un acostament més realista a la societat mexicana de llavors. Es va tractar de melodrames sobre la vida d'aquestes dones, a les quals es redimia a través dels balls exòtics. Les principals figures d'aquest gènere van ser les cubanes María Antonieta Pons, Amalia Aguilar, Ninón Sevilla o Rosa Carmina, així com la mexicana Meche Barba. Entre 1938 i 1965 es van realitzar més d'un centenar de pel·lícules del Cinema de rumberes. La cinta Aventurera (1950), dirigida per Alberto Gout, és considerada l'obra mestra del gènere.

#### Cinema de gàngsters
El cinema negre o cinema de gàngsters (tan popular a Hollywood en les dècades de 1930 i de 1940) va estar representat a Mèxic pel director Alberto Mendez Bernal en la pel·lícula sonora Contrabando(1931) actuada per Don Alvarado i Ramón Pereda i entrenada als cinemes en 1933. Posteriorment, l'actor, cantant i director José Bohr filmò la cinta Luponini de Chicago(1935) i el director "de culte" Juan Orol. Inspirat en aquest popular Cinema de gàngsters i en figures com Humphrey Bogart o Edward G. Robinson, Orol va crear un univers fílmic i un estil molt particular en barrejar els elements clàssics del Cinema negre, amb el folklor mexicà, els ambients urbans i cabareters i la música tropical. Exemple d'això, el film clàssic Gángsters contra charros (1948).

#### Cinema social i cinema urbà
Amb antecedents que es remunten a l'època d' El automóvil gris (1919), serial que es va basar en un cas real i fins i tot es va filmar en alguns dels llocs on havien ocorregut els fets narrats i representats en pantalla, la cinematografia mexicana també ha intentat desenvolupar i fins i tot consolidar una tradició realista, mateixa que va tenir en Alejandro Galindo al més digne i significatiu dels seus conreadors. Marcada per l'època en la qual diversos realismes van aconseguir la seva dimensió clàssica, l'obra de Galindo —emmarcada en els anys 1938-1953— és una de les més significatives del cinema social mexicà.
Els afanys realistes del cinema mexicà van poder aconseguir una nova dimensió en Campeón sin corona (1945), dirigida per Galindo. La pel·lícula s'oferia com un detallat estudi psico-sociològic de les condicions històriques, racials i culturals que, segons una certa perspectiva de l'època, determinen a la classe baixa mexicana. El gènere mostrava la vida en els barris pobres de la ciutat, reflectien el fenomen de la creixent urbanització del país. El cinema social té com a màxima figura a l'actor David Silva, que va formar amb el director Alejandro Galindo una dupla inoblidable en cintes que van retratar la vida urbana de les grans ciutats. A més de la ja esmentada Campeón sin corona, Silva i Galindo van realitzar altres obres mestres del gènere com Esquina bajan (1947) i Una familia de tantas (1948). El que va ser sens dubte el personatge més icònic d'aquest gènere va ser Pepe el Toro, personatge interpretat per Pedro Infante en film Nosotros los pobres (1947) d'Ismael Rodríguez, que representava el mirall en el qual es miraven els provincians que arribaven a la capital amb l'esperança de trobar un futur més promissori. Luis Buñuel també va fer retrats fílmics de la societat mexicana en films com El gran calavera (1948), La ilusión viaja en tranvía (1952) i la seva obra mestra Los olvidados (1950), un dels retrats més mordaços de la pobresa a Mèxic. Emilio Fernández també realitza una important aportació al gènere amb Salón México (1949). A més de Silva i Infant, altres estrelles famoses per incursionar en el gènere van ser Blanca Estela Pavón, Lilia Prado, Evita Muñoz "Chachita", Fernando Fernández, Fernando Soto, Freddy Fernández "El Pichi", Meche Barba i Roberto Cobo, entre d'altres.

#### Cinema de terror i fantasia
El cinema de terror ha estat part fonamental del cinema mexicà. Don Juan Tenorio (1898), de l'enginyer Salvador Toscano Barragán, és de fet la primera cinta de ficció mexicana, i la seva trama, de sobres coneguda, maneja elements fantàstics; però amb la pel·lícula La Llorona (1933), del cubà Ramón Peón, actuada per Ramón Pereda, Virgínia Zurí, Adriana Lamar, Maria Luisa Zea i Carlos Orellana, d'alguna manera el gènere de cinema de terror es va iniciar "oficialment" en Mèxic.
Encara que els anys seixanta es consideren l'època d'or del terror i ciència-ficció al cinema mexicà, durant l'època d'Or es van trobar alguns treballs notables. Juan Bustillo Oro mereix un esment a part malgrat ser un cineasta conegut pel seu cinema porfirista i revolucionari, ja que a l'inici de la seva carrera va impulsar el gènere de terror a través de guions i de la direcció d'obres importantíssimes, com Dos monjes (1934), obra mestra del gènere i interessant mostra de cinema expressionista, El fantasma del convento (1934), El misterio del rostro pálido (1935), El baúl macabro (1936) del Director Miguel Zacarías i Nostradamus (1937). Chano Urueta, prolífic director que es va iniciar en l'època del cinema mut, ja havia tingut els seus acostaments amb el sobrenatural a Profanación (1933) i El signo de la muerte (1939). No obstant això, les seves majors aportacions arribarien amb La bestia magnífica (1952), pel·lícula en la qual introdueix per primera vegada als lluitadors en el gènere; La bruja (1954), la trilogia de El jinete sin cabeza (1957), antecedent del terror western, El barón del terror (1962) i La cabeza viviente (1963).
Per part seva, Fernando Méndez, també director destacat de l'època d'or del cinema mexicà encara que menys prolífic en el terror que Chano Urueta, va començar les seves aventures en el gènere amb Ladrón de cadáveres (1956), pel·lícula de terror amb lluitadors. L'èxit li vindria poc després amb El vampiro (1957), obra mestra del terror mexicà en blanc i negre, protagonitzada per Germán Robles, actor principal del gènere per les següents dues dècades. A aquesta li seguiria la seva seqüela El ataúd del vampiro (1957) i Misterios de ultratumba (1959), a més d'alguns títols dedicats al terror western, com El grito de la muerte i Los diablos del terror (amdues de 1959).
A l'una d'aquests i en la dècada de 1960, es multiplica la producció del gènere amb títols de diferent qualitat i directors recurrents com Rafael Baledón (El pantano de las ánimas, 1956), Federico Curiel (La maldición de Nostradamus, 1959), Miguel Morayta (La invasión de los vampiros, 1963), Benito Alazraki (Muñecos infernales, 1961), Alfonso Corona Blake (El mundo de los vampiros, 1961) i Alfredo B. Crevenna (Rostro infernal, 1962). Destaca també la labor de René Cardona que, com els ja esmentats, va acréixer els subgèneres de lluitadors, terror western i vampirs.
El cinema per al públic infantil s'inicia amb Allá en el rancho chico (1938) del director René Cardona, Diablillos del arrabal (1938) de l'actriu y directora Adela Sequeyro i Aventuras de Cucuruchito y Pinocho (1942) filmada en technicolor. En els anys 1950 es filmen Pulgarcito y el Ogro (1957) i Santa Claus (1959), ambdus del director René Cardona també en sistema de technicolor.

#### Directors
Entre els principals cineastes que van contribuir a consolidar el Cinema Mexicà en la seva Època d'or destaquen els següents:
- Miguel Contreras Torres: Va ser un dels pioners del cinema mexicà, en el qual va començar a treballar en 1926. L'únic director mexicà que va aconseguir fer la transició del cinema mut al sonor. La filmografia completa de Contreras Torres parla d'un home interessat a exaltar el nacionalisme i el patriotisme, des del cinema. En essència, són bàsicament tres les línies temàtiques sobre les quals es va construir la seva carrera: la història pàtria, la temàtica religiosa i el costumisme. Encara que no va ser l'únic, en efecte, en el cas mexicà, és Contreras Torres el que incursiona amb major èmfasi en l'exaltació dels fets històrics del seu país. La filmografia de Miguel Contreras Torres, en aquest breu i incomplet repàs, va abastar més de 45 anys, en els quals va participar (fos com a actor, productor, editor, director i/o argumentista) en més de 50 pel·lícules. A més de la seva productiva activitat durant l'època muda, els anys 30 i 40 són, quantitativament, el període més representatiu d'aquest director.[25]

- Fernando de Fuentes: Pioner del cinema sonor i realitzador de tres clàssics del cinema mexicà -El compadre Mendoza (1933), Vámonos con Pancho Villa (1936) i Allá en el Rancho Grande (1936)- Fernando de Fuentes és una de les figures més famoses i menys compreses de la nostra cinematografia. Els comentaris al voltant de la seva carrera ho assenyalen gairebé sempre com un autor que va decidir deixar de ser-ho per a convertir-se en un eficient realitzador de cintes taquilleres, dividint artificialment la seva filmografia en dos períodes caracteritzats per la presència o absència de pretensions estètiques. Vámonos con Pancho Villa, la seva obra mestra va ser incompresa per diverses dècades. La pel·lícula va ser estrenada tres mesos després d' Allá en el Rancho Grande i només es va mantenir una setmana en cartellera. Èxit i fracàs es van presentar al mateix temps i a Fernando de Fuentes li va quedar molt clar que la supervivència estava en la fórmula, en els gèneres i en la satisfacció del naixent públic del cinema mexicà. No obstant això, l'impressionant èxit d' Allá en el Rancho Grande (1936) no ha d'atribuir-se exclusivament a l'exacta combinació de cançons, amors, charros i ballables. Darrere del film estava un director veritablement dotat de qualitats, posseïdor d'una excel·lent habilitat tècnica i d'un extraordinari sentit per a la narrativa visual. Fernando de Fuentes va ser, en realitat, el primer director mexicà que va comprendre la naturalesa del cinema sonor i que va aprofitar amb èxit totes les possibilitats d'aquest mitjà.[26]

- Alejandro Galindo: Durant l'època d'or, el naixent Mèxic urbà va tenir en Alejandro Galindo a un dels seus més fidels cronistes fílmics. Posseïdor d'un talent especial per a recrear els comportaments i la parla popular de Ciutat de Mèxic, Galindo va ser un director capaç de crear un univers propi a partir de personatges i situacions representatius del Mèxic modern. A partir de Campeón sin corona (1945) Alejandro Galindo va iniciar l'etapa més important de la seva carrera, en la qual l'actor David Silva va ser una peça fonamental. Dels boxadors als taxistes, dels xofers d'autobusos als venedors d'aspiradores, la nova classe mitjana mexicana es va trobar en la pantalla a personatges coneguts del seu entorn. [[Una familia de tant<s]]' (1948) va representar la cúspide d'aquesta etapa en la qual Galindo va combinar el geni creatiu amb un encertat olfacte comercial.[27]

- Emilio "Indio" Fernández: Un dels directors cinematogràfics més importants, influents i reconeguts d'aquesta etapa del cinema mexicà. Emilio va ser el creador d'un cinema mexicà de tipus folklòric i indigenista que va contribuir al descobriment cultural i artístic que va viure Mèxic en els anys quaranta, posseïdor d'una estètica impecable i única (aconseguida en gran manera gràcies a l'ajuda del seu fotògraf de capçalera, Gabriel Figueroa). Emilio Fernández va llegar una filmografia que suma al voltant de 129 treballs, un sens fi de belles imatges, centenars d'evocacions d'un Mèxic que va ser planejat, els seus costums i la seva identitat, defensada costi el que costi. Una trajectòria que va ser reconeguda en diverses ocasions amb el Premi Ariel, el Colón d'Or a Huelva, Espanya, i una cadira amb el seu nom a l'Escola de Cinema de Moscou, entre molts altres premis internacionals. Emilio Fernández Romo no sols va ser conegut pel seu caràcter visceral, sinó també per aconseguir la integració d'un equip de filmació que va atreure l'atenció de Hollywood i Europa. Amb Gabriel Figueroa com a fotògraf, Mauricio Magdaleno com a escriptor i amb els actors Pedro Armendáriz, Dolores del Río, Columba Domínguez i María Félix, va dirigir diverses produccions que van promoure els costums i els valors nacionals associats a la revolució mexicana.

- Roberto Gavaldón: Roberto Gavaldón representa un dels casos més extraordinaris d'apreciació ambivalent que hagi registrat la història del cinema mexicà. Els seus admiradors destaquen la refinada qualitat de les seves imatges, el seu impecable maneig de la cambra i la seva inclinació cap a temàtiques fosques i personatges turmentats. Les mateixes característiques han estat assenyalades com a defectes pels seus crítics, els qui consideren a Gavaldón com un cineasta acadèmic, fred i fins a narcisista, tècnicament correcte però mancat d'autenticitat. Durant l'època d'or, Roberto Gavaldón va ser reconegut per les seves qualitats tècniques i artístiques. El seu costum de repetir les preses fins a aconseguir l'efecte o matís d'actuació que desitjava li va implicar fama d'obsessiu i perfeccionista. De caràcter sec i autoritari, Gavaldón imposava un estricte codi de comportament en els sets de filmació, raó per la qual alguns tècnics i actors es referien a ell amb el descriptiu sobrenom de "L'Ogre". No obstant això, les antipaties que despertava el seu caràcter es compensaven amb l'admiració i el respecte cap al seu treball. El cinema de Gavaldón era sinònim de qualitat i treballar amb ell es considerava un veritable honor[28]

- Ismael Rodríguez: Inquiet, imaginatiu, audaç i posseïdor d'un inigualable olfacte per a l'èxit taquiller, Ismael Rodríguez va ser, indiscutiblement, el cineasta del poble mexicà. Amb els seus germans (Joselito i Roberto), va fundar Pel·lícules Rodríguez, empresa productora de llarga i reeixida trajectòria. Cineasta popular per excel·lència, entre els seus mèrits està l'haver aprofitat les possibilitats histriòniques de Pedro Infante, actor al qual va dirigir en setze ocasions, entre elles, la comèdia ranxera Los tres García (1946) i els melodrames urbans Nosotros los pobres (1947), Ustedes los ricos (1948) i Pepe El Toro (1952), trilogia que va aconseguir la categoria de mite. A més de diversos reconeixements nacionals i internacionals, Ismael Rodríguez va rebre en 1992 un Ariel d'or per la transcendència de la seva obra.[29]
- Julio Bracho: El lloc comú per a definir de manera expedita i ambigua a Julio Bracho, és la d'assenyalar-lo com el director de cinema més intel·lectual de l' “època d'or”. Si bé no resulta fàcil posar-se d'acord amb la connotació que se li vol donar a la paraula “intel·lectual” en parlar de Julio Bracho, sí que és possible acceptar que va ser un dels directors més importants del Cinema Mexicà en els anys quaranta i cinquanta, amb diverses pel·lícules interessants i algunes d'elles dignes de ser assenyalades entre les millors del cinema mexicà. La seva àmplia cultura i la seva fina sensibilitat, li donen una altra dimensió al melodrama al cinema.[30]

- Luis Buñuel: L'anomenat "Pare del Surrealisme Cinematogràfic" va realitzar a Mèxic la major part de la seva extensa filmografia, i va contribuir enormement a l'auge del cinema mexicà en la segona etapa de la seva Època d'Or, en els anys cinquanta. La cinta Los olvidados (1950) va aconseguir un enorme impacte al cinema mundial, al grau de ser considerada per la UNESCO Patrimoni Cultural de la Humanitat. Una de les seves últimes cintes a Mèxic, abans de traslladar-se a Europa, va ser la coproducció hispà-mexicana Viridiana (1961), que es va presentar a concurs al 14è Festival Internacional de Cinema de Canes com a representant oficial d'Espanya i va obtenir la Palma d'Or. No obstant això, després que el periòdic vaticà L'Osservatore Romano condemnés la cinta, a la que titllava de blasfema i sacrílega, Viridiana no es va poder projectar oficialment a Espanya fins a 1977. Va ser guanyador del Premi Nacional de Belles arts, atorgat pel Govern de Mèxic en 1977.[31]

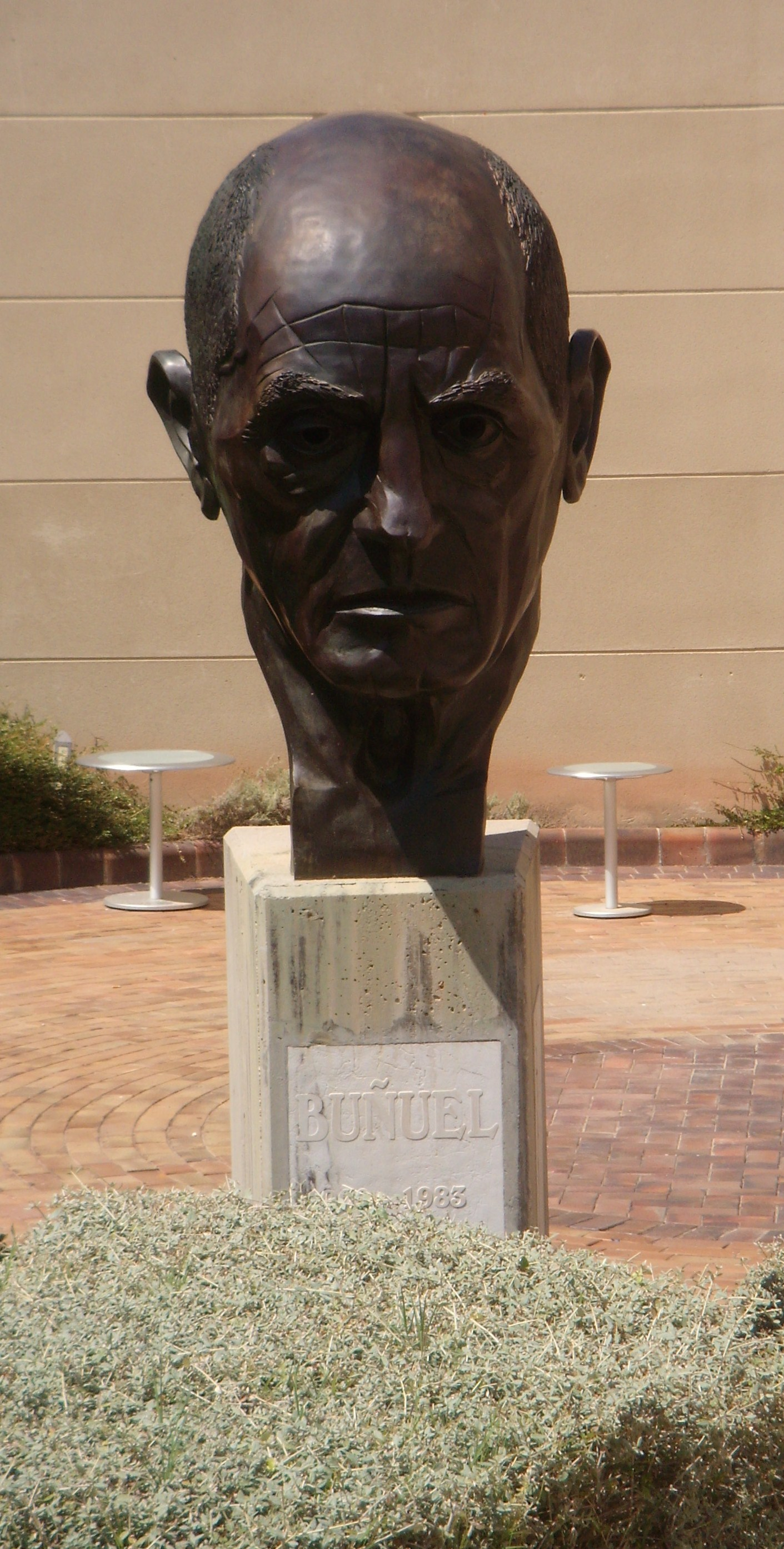
Cap de Luis Buñuel, obra de l'escultor Iñaki, al Centro Buñuel, Calanda, Espanya.

### Cinema d'or mexicà com a sentit nacionalista
Mèxic es va convertir en un fort promotor de la seva pròpia cultura mexicana, els símbols que considerem part del Sentit nacionalista, per altres països els poden considerar quotidians i fins i tot fàcils de reconèixer i relacionar amb el mateix mexicà, durant l'època daurada del cinema mexicà es començava a formar una connexió global a causa de la promoció d'aquestes cintes que aconsegueixen en diferents països per l'interès de conèixer una cultura diferent.
La representació que es tenia a les pel·lícules mexicanes del propi hispà causava un gran fervor davant les audiències que es volien identificar amb aquests, també van tenir un gran èxit pel fet que les cintes que produïa el mateix Hollywood no eren del seu grat i els arribava a causar un descontentament i incomoditat per com els identificaven persones alienes a la seva regió.
El cinema mexicà volia mostrar la vida d'una persona comuna del país, costums i tradicions, les formes de comportament, valors, es crearan estereotips que s'esperaven, amb la finalitat de fer sentir identificats i pertanyents, igual que, van ser pilars per configurar patrons de comportament, una sola llengua, tradicions, pràctiques, accions, com s'havien de veure i relacionar homes i dones, relacions de poder, tot això és el que transmetia en la pantalla, per a legitimar un sentiment d'identitat nacional.

### Decadència
Les primeres transmissions de la televisió mexicana es van iniciar en 1950. Aquest any va entrar en operacions XHTV-Canal 4. Per part seva, XEWTV-Canal 2 i XHGC-Canal 5, van començar transmissions en 1952.
En pocs anys, la televisió va aconseguir un poder enorme de penetració en el públic, especialment quan les tres cadenes es van unir per a formar Telesistema Mexicano, en 1955. Per a 1956, les antenes de televisió eren una cosa comuna en les llars mexicanes, i el nou mitjà s'estenia ràpidament a la província.
Les primeres imatges de la televisió, en blanc i negre, apareixien en una pantalla molt petita i ovalada, i eren bastant imperfectes: no tenien la definició i la nitidesa de la imatge cinematogràfica. No obstant això, no sols a Mèxic, sinó a tot el món, el cinema va ressentir immediatament la competència del nou mitjà. Aquesta competència va influir decisivament en la història del cinema, obligant-lo a buscar noves vies tant en la seva tècnica, com en el tractament de temes i gèneres.
Les novetats tècniques van arribar de Hollywood. Les pantalles amples, el cinema en tercera dimensió, el millorament del color i el so estereofònic, van ser algunes de les innovacions que va presentar el cinema nord-americà a principis dels cinquanta. L'elevat cost d'aquesta tecnologia va fer difícil que a Mèxic s'arribessin a produir films amb aquestes característiques, almenys durant alguns anys.
Els temes "forts" van ser un altre recurs utilitzat pel cinema per a atreure de nou al públic a les sales cinematogràfiques. La naturalesa familiar del mitjà televisiu impedia un tractament directe de molts dels temes que el cinema -ja madur- s'atrevia a mostrar.
En general, la realització del cinema es va tornar més complexa que mai. Amb una infraestructura tècnica antiquada, pocs diners, un públic més exigent, i un mercat saturat de produccions nord-americanes, el cinema mexicà es va enfrontar davant el seu ocàs.
El 15 d'abril de 1957, el país sencer es va estremir en conèixer la notícia de la mort de Pedro Infante. Amb ell, simbòlicament, moria també l'època d'or del cinema nacional. Poc o res quedava ja d'aquells anys d'esplendor.
El cinema mexicà experimentava a fins dels cinquanta una inèrcia gairebé completa. Les fórmules tradicionals havien esgotat ja la seva capacitat d'entreteniment; comèdies ranxeres, melodrames i films de rumberas es filmaven i exhibien davant un públic cada vegada més indiferent. Fins a Emilio Fernández, el director més important de l'època, començava a repetir els seus films amb altres actors però amb els mateixos temes.
El cinema de Luis Buñuel, els films de lluitadors i el naixement del cinema independent, van ser les úniques novetats dins d'aquesta indústria esgotada.
A fins dels cinquanta, la crisi del cinema mexicà no era sol advertible pels qui coneixien els seus problemes econòmics: el to mateix d'un cinema cansat, rutinari i vulgar, mancat d'inventiva i imaginació evidenciava la fi d'una època (García Riera, 1986: 221).
El món canviava i amb això el cinema que es feia en altres països. L'eliminació de la censura als Estats Units permetia un tractament més audaç i realista de molts temes. A França, una jove generació de cineastes educats en la crítica cinematogràfica iniciava el moviment de la nova ona. A Itàlia, el neorealisme havia afirmat la carrera de diversos cineastes. El cinema suec feia la seva aparició amb Ingmar Bergman, al mateix temps que al Japó sorgia Akira Kurosawa.
El cinema mexicà, per part seva, s'havia estancat per embolics burocràtics i sindicals. La producció es concentrava en poques mans, i la possibilitat de veure sorgir a nous cineastes era gairebé impossible, a causa de les dificultats imposades per la secció de directors del Sindicato de Trabajadores de la Producción Cinematográfica (STPC). Tres dels estudis de cinema més importants desaparegueren entre 1957 i 1958: Estudios Tepeyac, Clasa Films i Estudios Azteca.
També el 1958, l'Academia Mexicana de Artes y Ciencias Cinematográficas va decidir descontinuar la pràctica de lliurar el Premi Ariel potser del cinema nacional. L'Ariel havia estat instituït en 1946, i la seva cancel·lació subratllava l'estat de crisi de la indústria.
En fer del cinema un assumpte d'interès nacional el govern mexicà, sense saber-ho, estava cavant la tomba d'aquesta indústria. En 1960, quan el govern d'Adolfo López Mateos va adquirir les sales d'Operadora de Teatros i de la Cadena de Oro -desbaratant així el monopoli de Jenkins- l'etapa final de la producció cinematogràfica va quedar sota control de l'Estat.

### Període de transició

#### Cinema de lluitadors
Per aquella època, la lluita lliure mexicana gaudia de gran popularitat. En 1952, es realitza la cinta La bestia magnífica, de Chano Urueta, la primera pel·lícula del cinema de lluitadors. La lluita lliure mexicana, els rudes contra els tècnics, el cops, la sang, el teatral, l'espectacle, els crits, les caigudes, el comptatge, els afalacs, els insults, la convivència, les màscares, les cabelleres, el folklore mexicà representat en un cinema que no sols parlava de les baralles en el quadrilàter, també mostrava al públic una altra vida dels lluitadors, el seu caminar pel carrer, famílies, drames amorosos, el seu costat amistós i baralles fora del ring, tal com l'any 1954 La sombra vengadora, de Rafael Baledón, ho mostra en aportar elements pel que es convertirà en un gènere de cinema propi de Mèxic. Ara es mostren vilans poderosos com a antagonistes i el paper d'heroi correspon al lluitador. Una any clau per a portar aquest cinema pel cap alt alt és 1958, quan fa el seu debut un dels personatges més representatius de la cultura mexicana, el més popular dels lluitadors, el mite i tota una llegenda: El Santo. Si bé en 1952 El Santo ja era un personatge popular en el món de la lluita, a l'Arena México i en el fantàstic de les historietes, la pel·lícula El Enmascarado de Plata fou protagonitzada per El Médico Asesino, un altre famós de la lluita lliure de l'època, i només fins a 1958, a Santo contra el cerebro del mal, de Joselito Rodríguez i filmada a Cuba, la llegenda comença a cobrar vida. Malgrat el baix pressupost les històries marquen la pauta per al que es realitzarà en anys posteriors, per presentar a l'heroi emmascarat i dotar de gran significació la seva màscara. El Santo aconsegueix el cim amb la famosa Santo contra las mujeres vampiro (1962), d'Alfonso Corona Blake. No sols El Santo apareixia al cinema de lluitadors. En 1964 també va aparèixer una altra icona de la lluita mexicana: Blue Demon, aconseguint una acceptació increïble al grau de combatre en 1969 contra l'emmascarat de plata, en la pel·lícula Santo vs Blue Demon en la Atlántida. Mil Máscaras, Tinieblas, el Rayo de Jalisco i diversos lluitadors s'uniran a les aparicions en la pantalla, en un cinema de lluitadors que a poc a poc es va anar desgastant fins a enfosquir a inicis de la dècada de 1980.

#### Cinems de rock and roll
Aquest cinema sorgeix en una etapa on el cinema mexicà estava decaient per la falta de suport i les màfies del sindicat que només deixava promoure pel·lícules als mateixos directors de sempre. Neix amb l'esperança d'atreure al públic jove que per la influència del clixé estatunidenc, manté a la cultura adolescent mexicana a les seves mans. Aquest nou tipus de cinema parteix de tres característiques o procedents: les socials, les econòmiques i sexuals. La primera és pels diferents tòpics que la vida d'un adolescent pot compartir quant al moviment d'una societat fresca i famolenca de salvatgisme, com la delinqüència que augmenta notablement en aquest moment al país. La segona és per la necessitat de competir en qualsevol terreny imposat pel cinema estatunidenc. A més els joves aportaven la majoria dels diners al cinema, això fa que es demandi fer un propi mirall entre espectadors i la pantalla per a trobar a la sala més que un entreteniment sinó una identificació personal i social. Finalment, el cinema mexicà ja començava a perdonar la censura del nu femení en projectar-ho com a “nus artístics”. Això per part seva, serveix com a ganxo per als adolescents que estan en l'edat del despertar sexual.
Un altre fenomen al qual el cinema mexicà no va poder escapar va ser el rock and roll.L'actriu i ballarina Gloria Rios introdueix el rock and roll al cinema mexicà a través de pel·lícules com "Juventud desenfrenada" (José Díaz Morales, 1956), "La locura del rock and roll" (Fernando Méndez, 1957) i "Melodías inolvidables" (Jaime Salvador, 1959) en Technicolor. Tal com ho van fer als països saxons, els productors van decidir invertir en les naixents figures de la música per a fer pel·lícules musicals, i amb això promoure l'auge de gent com Enrique Guzmán, Angélica María, César Costa, Alberto Vázquez, Els Germans Carrión, Julissa, entre d'altres. La seva fama els va portar a promoure les seves cançons al cinema, amb històries senzilles però que la joventut d'aquesta època les va convertir en un èxit en taquilla.

#### Cinema independent

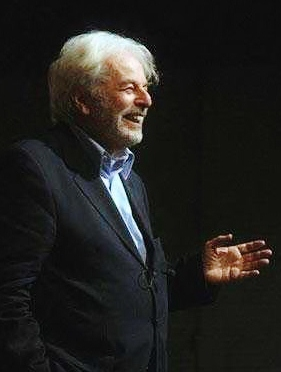
Alejandro Jodorowsky

A principis dels anys seixanta, una nova generació de crítics de cinema mexicans va començar a fer notar públicament la necessitat de renovar les pràctiques d'una indústria moribunda. A diferència d'uns altres temps, els crítics dels seixanta no se sentien obligats a defensar al cinema mexicà per un simple nacionalisme. El realitzat a Europa i altres latituds col·locava al cinema de Mèxic en un lloc molt desavantatjós.
La Universitat Nacional Autònoma de Mèxic (UNAM) va iniciar en els anys seixanta un important moviment en favor del cinema de qualitat. La UNAM va ser pionera en la creació de cineclubs a Mèxic i en 1963 va fundar el Centro Universitario de Estudios Cinematográficos (CUEC), primera escola oficial de cinema a Mèxic. Dins d'aquest panorama, va sorgir a Mèxic un important corrent de cinema independent.
La filmació d' En el balcón vacío (1961) va encoratjar la celebració, en 1965, del Primer Concurs de Cinema Experimental de llargmetratge, convocat per la indústria cinematogràfica. D'aquest concurs i del segon, celebrat en 1967, van sorgir directors com Alberto Isaac, Juan Ibáñez, Carlos Enrique Taboada i Sergio Véjar, que desenvoluparien part important de la seva carrera en els anys setanta i vuitanta.
Un factor digne a destacar en aquest corrent de canvis experimentats pel Cinema mexicà és la presència de Alejandro Jodorowsky, qui inicia la seva cèlebre carrera cinematogràfica al país.
- Alejandro Jodorowsky: Entre les seves moltes facetes destaquen les d'escriptor (novel·lista, dramaturg, poeta i assagista), director teatral i de cinema, guionista, actor, manyaga, marionetista, compositor de bandes sonores, escultor, pintor en cinema, historietista, dibuixant, instructor del tarot i guaridor psicomágico. El seu cinema crida especialment l'atenció per ser impactant, transgressor, sobrecarregat, estrany, amb elements esotèrics i amb una atmosfera plena de simbolismes i surrealisme. Moltes vegades titllades de inentendibles, les pel·lícules de Jodorowsky tenen un lloc en l'anomenat cinema de culte, per a alguns i per a uns altres, en la xarlataneria i el cinema clixé (sovint és sancionat per la crítica en aquest i altres rúbriques, gairebé sempre per les seves afirmacions mancades de base pel que fa al psiconálisis i la filosofia). En 1967 roda amb la seva primera pel·lícula, Fando y Lis, adaptació de l'obra homònima de Fernando Arrabal. La cinta es va projectar en el festival d'Acapulco a Mèxic i Jodorowsky va haver de sortir fugint per a evitar ser linxat. El seu segon film, El topo, el va estrenar en 1970. Amb aquesta pel·lícula Jodorowsky va obtenir reconeixement internacional. El seu tercer film The Holy Mountain, és l'única pel·lícula de ficció basada en l'eneagrama de la personalitat. A Mèxic, també va produir Pubertinaje (1971) y Apolinar (1972). El seu quart i últim llargmetratge a Mèxic va ser Santa sangre (1989).

#### El cinema estatal

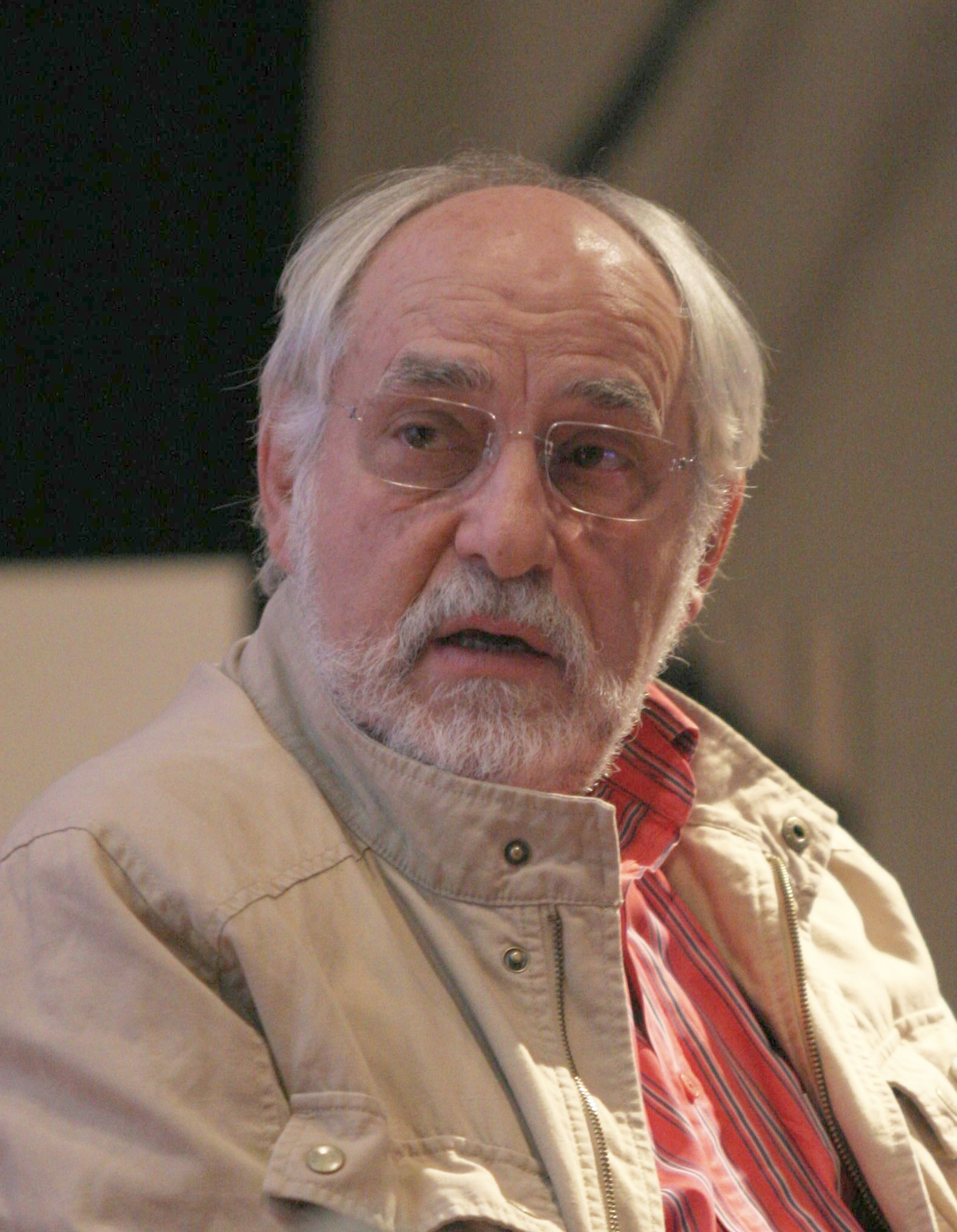
Arturo Ripstein, un dels cineastes mexicans del període de transició, en els anys setanta.

En assumir la presidència en 1970, Luis Echeverría Álvarez es va enfrontar a un país completament transformat quant a les seves expectatives de creixement. Un tret important de la política de Echeverría va ser la importància concedida als mitjans massius de comunicació. Per primera vegada en la història política mexicana, el govern va utilitzar de manera sistemàtica al cinema, la ràdio i la televisió com a canals formals de comunicació nacional i internacional. En 1972, a través de la paraestatal Somex, el govern mexicà va adquirir el canal 13 de televisió. La ràdio també va ser utilitzada pel govern, mitjançant la compra de diverses estacions de ràdio. El cinema va experimentar una virtual estatització, una cosa única en un país no socialista. La estatització del cinema va ser resultat d'una cadena de circumstàncies. El Banc Nacional Cinematogràfic, fundat en 1942, va rebre una inversió de mil milions de pesos a fi de modernitzar l'aparell tècnic i administratiu del cinema nacional. Això va donar pas, en 1975 a la creació de tres companyies productores de cinema, propietat de l'Estat: Conacine, Conacite I i Conacite II.
Altres accions del govern d'Echeverría, encaminades a millorar la producció cinematogràfica, van ser: la reconstitució de l'Acadèmia Mexicana d'Arts i Ciències Cinematogràfiques i del lliurament de l'Ariel, en 1972; la inauguració de la Cineteca Nacional, en 1974, i la creació del Centro de Capacitación Cinematográfica (CCC), en 1975. El cinema mexicà produït de 1970 a 1976 és considerat, per molts estudiosos de la cinematografia mexicana, com un dels millors que s'hagin fet en aquest país. Durant aquest període sorgeix una nova onada de cineastes joves d'avantguarda:
- Carlos Enrique Taboada: Encara que durant la seva carrera després de les cambres va abordar diferents temes i gèneres, Carlos Enrique Taboada ha passat a la història del cinema mexicà com un dels millors representants de l'escassíssim cinema d'horror nacional. La popularitat aconseguida per les seves pel·lícules de terror és indiscutible. Ni Taboada mateix, ni les seves altres tretze pel·lícules, d'altres gèneres han aconseguit un reconeixement semblant al de la seva tetralogia d'horror gòtic:: Hasta el viento tiene miedo (1968), El libro de piedra (1968), Más negro que la noche (1974) i Veneno para las hadas (1984). A pesar que ell es concebia com un director d'actors, les pel·lícules de Taboada demostren la seva extraordinària habilitat per a la narrativa purament fílmica. Bona part de l'èxit aconseguit per les seves cintes d'horror es deu més a les virtuts del director per a elaborar atmosferes inquietants que a la interpretació dels seus actors. En aquest sentit, Taboada i Fernando Méndez han estat els únics directors mexicans que van comprendre la importància de la subtilesa en l'horror.[40]

- Luis Alcoriza: Va col·laborar amb Luis Buñuel, en vuit dels seus guions. Grans amics, Alcoriza no va veure valorada la seva obra com el calandino, la qual cosa sempre li va pesar, més tot i que era considerat el seu "deixeble", alguna cosa que ell sempre va negar rotundament al·legant que "Buñuel mai li va fer classes". Insistia Alcoriza que les similituds podrien venir donades per les fonts culturals comunes, però mai d'una imitació o una relació de professor-alumne. No obstant això, gràcies a la crítica especialitzada, avui diversos títols de l'obra de Alcoriza han estat revalorats, destacant-se obres com Tlayucan (1962), Tiburoneros (1963), Tarahumara (1965), Paraíso (1970), Mecánica nacional (1971), Presagio (1974)i Las fuerzas vivas (1975).

- Arturo Ripstein: El primerenc debut de Ripstein va constituir una situació extraordinària per a l'època, considerant que la rígida estructura sindical de la indústria cinematogràfica mexicana mantenia tancades les seves portes a nous directors. Dos factors es van conjugar per a facilitar, indirectament, l'arribada de Ripstein al cinema: d'una banda, la creació del Centre Universitari d'Estudis Cinematogràfics (CUEC), primera escola de cinema d'Amèrica Llatina; per l'altre, l'organització dels concursos de cinema experimental per la Secció de Tècnics i Manuals del Sindicat de Treballadors de la Producció Cinematogràfica (STPC) en 1965 i 1967. El seu ingrés formal a la indústria es va produir tres anys després. Durant els anys setanta, Ripstein es va consolidar com a director i va iniciar una de les etapes més fructíferes de la seva carrera, la qual inclou tres de les cintes més importants del cinema mexicà contemporani: El castillo de la pureza (1972), El lugar sin límites (1977) i Cadena perpetua (1978). Les dues últimes van aconseguir col·locar-lo en el selecte grup de joves cineastes mexicans la filmografia dels quals va començar a ser estudiada amb deteniment per especialistes nacionals i estrangers. Després d'un breu període caracteritzat per produccions poc afortunades, Ripstein va trobar en 1985 a l'escriptora Paz Alicia Garciadiego, que es va convertir en la seva parella més efectiva. El binomi Ripstein-Garciadiego va emprendre un viatge directe rumb a la definitiva internacionalització de la filmografia ripsteiniana. Espanya i França li van rendir tribut a través de mostres, exhibicions i premis, i el seu nom va començar a esmentar-se repetidament al costat del títol de "el millor director mexicà del nostre temps".[41]

- Jaime Humberto Hermosillo: Amb el pas del temps, els films de Jaime Humberto Hermosillo s'han convertit en referència obligada per a l'anàlisi de la conducta social del mexicà contemporani i del retrat que el cinema ha fet d'ella. Nascut en un entorn conservador, Hermosillo ha construït una sòlida filmografia el comú denominador de la qual és el seu interès -gairebé quirúrgic- per disseccionar la hipocresia clasemediera mexicana i "obrir la cortina" darrere de la qual s'amaguen moltes perversitats. La seva carrera professional es va iniciar amb la comèdia de producció privada La verdadera vocación de Magdalena (1971). La crisi cinematogràfica dels vuitanta va obligar a Hermosillo a refugiar-se al cinema independent i a radicar a Guadalajara. Aquesta etapa de la seva filmografia té com a punt culminant a Doña Herlinda y su hijo (1984), la comèdia més obertament gai del cinema mexicà. L'èxit aconseguit per aquest film fora de Mèxic li va assegurar a Hermosillo l'honor de ser un dels pocs directors mexicans les pel·lícules dels quals han estat adquirides per companyies distribuïdores estrangeres i comercialitzades en vídeo i DVD.[42]

- Jorge Fons: En 1966, el Centre Universitari d'Estudis Cinematogràfics (CUEC) de la UNAM va diplomar a la seva primera generació. Aquells joves conformaven el primer contingent de cineastes mexicans que havien realitzat estudis formals de cinematografia a Mèxic. Entre ells destacava Jorge Fons, un inquiet veracruzano amb moltes idees i ganes de filmar. El seu domini del curtmetratge va ser evident quan va dirigir el tercer episodi de Fe, esperanza y caridad (1972) el qual li va valer la nominació -sense precedents en la història dels premis Ariel de l'Acadèmia Mexicana de Ciències i Arts Cinematogràfiques- dins de les categories de millor pel·lícula (per solo aquest episodi) i millor director. De tota la seva filmografia, cal destacar Los albañiles, basada en la novel·la de Vicente Leñero; Rojo amanecer (1989), primera cinta a fer referència directa als successos de 1968. La història d'aquest film i les seves conseqüències és ja molt coneguda i no té cas ressenyar-la de nou. No cal dir que amb ella Fons va obrir la porta a una nova generació de joves cineastes que, com ell mateix dues dècades enrere, lluitaven per integrar-se a una indústria que els necessitava urgentment. I finalment destaca El callejón de los milagros (1995), basada en el llibre de Naguib Mahfuz, de 1947 (زقق المدق), que trenca amb els esquemes clàssics de narració lineal al cinema.[43]

- Felipe Cazals: Director, guionista i productor de cinema mexicà, diverses vegades guardonat amb el Premi Ariel. En 1970 va presentar el seu òpera prima Emiliano Zapata, i a mitjan els setanta va filmar tres de les més importants pel·lícules de la cinematografia mexicana: Canoa (1975, que va rebre el Os de Plata al Festival Internacional de Cinema de Berlín), El apando (1976) i Las Poquianchis (1976). Va ser guanyador també de la Conquilla de Plata al millor director en l'edició 1985 del Festival Internacional de Cinema de Sant Sebastià, per Los motivos de Luz (1985).[44]

#### Cine de ficheras i la comèdia eròtica mexicana
A Mèxic, des dels inicis del cinema sonor fins als anys 70´s, es va permetre la filmació i posterior distribució d'una sèrie de pel·lícules de drama i de terror, en les quals les actrius apareixien en uns certs moments de les històries parcial (toples) o totalment nues, entre les quals cal esmentar com més controvertides les mexicanes La mujer del puerto (Arcady Boytler, 1934), El rosal bendito (escrita i dirigida per Juan Bustillo Oro en 1936), La mancha de sangre (Adolfo Best Maugard, 1937), La Zandunga (Fernando de Fuentes, 1938), La fuerza del deseo (Miguel M. Delgado, 1955) interpretada perz Ana Luisa Peluffo, Santo en el tesoro de Drácula (René Cardona, 1968), amb una versió sense censura distribuïda a Europa amb el títol El vampiro y el sexo i Satánico pandemonium o La sexorcista, estrenada més tard a Itàlia sota el títol La Novizia Indemoniata(Gilberto Martínez Solares, 1975).
No obstant això, Va bastar un sexenni perquè la indústria cinematogràfica secundada per l'Estat es desplomarà, davant la inèrcia i indiferència dels nous funcionaris encarregats de continuar amb la labor cinematogràfica. En 1976, el president José López Portillo va nomenar la seva germana Margarita com a Directora de Ràdio, Televisió i Cinematografia (RTC). La labor d'aquesta al capdavant del destí dels mitjans de comunicació a Mèxic va ser completament desastrosa. Amb la idea de "propiciar un retorn al cinema familiar" i "tornar a l'època d'or", l'administració de López Portillo va desmantellar les estructures de la indústria cinematogràfica estatal creades un sexenni abans. Es va tractar d'internacionalitzar al cinema mexicà portant a directors estrangers a filmar a Mèxic. Es va deixar de fer costat als directors que havien produït films d'èxit en el sexenni anterior. A fi de comptes, el pressupost oficial per al cinema mexicà va desaparèixer en la mar del deute extern. Mentrestant, aprofitant un canvi favorable en les polítiques d'exhibició, va sorgir una nova indústria cinematogràfica privada, la qual en pocs anys es va ensenyorir del mercat mexicà. Aquesta indústria -caracteritzada per produir pel·lícules de baix cost, en molt poc temps i amb nul·la qualitat- va prosperar i es va enriquir al llarg de la dècada dels vuitanta. El cine de ficheras i la comèdia eròtica mexicana, van ser gèneres que van florir en les dècades de 1970 i de 1980.
El nom cine de ficheras es va encunyar arran del títol de la primera d'aquestes pel·lícules Bellas de noche (Las ficheras), de 1975. A diferència de les seves antecessores, les rumberes, aquestes noves "dames de la nit" van aprofitar les facilitats atorgades per les autoritats fílmiques per a prodigar nus i paraulotes.
Per part seva, la comèdia eròtica mexicana es reconeix com un conjunt d'obres cinematogràfiques de relativament sota pressupost i no necessàriament de gran qualitat, de to sexual i murri, encara que no particularment explícit, i pel maneig del llenguatge en doble sentit, conegut a Mèxic com albur. Possiblement aquest gènere està basat en la comèdia eròtica italiana. Va tenir un enorme èxit de taquilla, encara que és considerat com una època de baixa qualitat de la cinematografia mexicana.

#### El "cabrito western"

Mario Almada, actor mexicà. Figura crucial del l'anomenato cabrito western.

El cinema produït a la frontera entre Mèxic i els Estats Units -popularment conegut com "cabrito western"- va ser una manifestació interessant dels camins que va seguir la producció privada durant els anys vuitanta. Aquest gènere es va popularitzar ràpidament a la província mexicana i va trobar al seu públic més fidel entre els emigrants d'origen mexicà radicats als Estats Units. Gràcies a l'habilitat dels seus creadors per a utilitzar les convencions típiques del western americà -d'aquí el sobrenom- i traslladar-les al medi ambient contemporani del contraban, els bracers i els traficants de droga, el "cabrito western" es va convertir en l'últim dels grans gèneres del cinema mexicà. El cinema de la frontera es va desenvolupar també gràcies a l'accelerat desenvolupament d'una cultura fronterera, mescla de les realitats mexicana i nord-americana. Les històries cantades en els populars "corridos del nord" aviat es van veure representades en la pantalla. Per primera vegada en molts anys, una producció cinematogràfica important es va desenvolupar fora dels límits de la Ciutat de Mèxic.
Independentment dels seus escassos valors artístics o de la pobra qualitat de la majoria de les seves produccions, el cinema fronterer va ser una manifestació de gran importància cultural. Les seves pel·lícules van reflectir la dura realitat que vivia -i encara continua vivint- un important sector de la població mexicana. Films com Contrabando y traición (1976), Pistoleros famosos (1980) o Lola la trailera (1983), van demostrar l'enorme capacitat de convocatòria d'un cinema que, malgrat les precàries condicions de la seva producció, distribució i exhibició, va aconseguir que el públic omplirà les sales on s'exhibia.

#### Cinema televisiu
A principis de la dècada de 1980 sorgeix Televicine, filial de la poderosa televisora Televisa. La primera pel·lícula de Televicine va ser El Chanfle (1981). La cinta va ser un gran èxit, i d'alguna manera va assenyalar el tipus de cinema que procuraria fabricar l'empresa fílmica de l'empori televisiu: pel·lícules rodades en curt temps, de limitats recursos, de poca imaginació, de fàcil consum popular que buscaria aprofitar la fama de les "estrelles" televisives per a atreure al gran públic. Com tota producció televisiva de la companyia, tampoc la cinematografia té el menor valor cultural; sense excepció, es tracta de productes comercials de fàcil consum i ràpidament d'un sol ús. Amb aquesta fórmula, Televicine va obtenir sengles èxits taquillers, alguns molt significatius com el cas de la sèrie La risa en vacaciones, les pel·lícules de l'India María i les cintes que portaven en el seu repartiment figures de l'espectacle. Atreta pel cimbell de l'anomenat cinema de qualitat que promovia Imcine (vegeu més endavant la secció "El Nou Cinema Mexicà"), en 1994 l'empresa fílmica de Televisa va decidir aventurar-se en els terrenys de la qualitat. No obstant això, l'aventura de Televicine pel cinema de qualitat no va durar molt. Va ser molt significatiu, perquè va succeir en els anys, 1994 i 1995, en què l'Imcine va passar l'estafeta de la producció de cinema de qualitat a aquesta filial de Televisa. El cas Televicine va ocórrer, precisament, en el període del relleu presidencial, en un any sembrat per agitats esdeveniments al país i la societat.

#### Cinema bíblic i religiós
- Tepeyac (El milagro de Tepeyac) (1917) dirigida per Fernando Sáyago.
- María Magdalena: pecadora de Magdala (1945) dirigida per Miguel Contreras Torres.
- Reina de reinas: La Virgen María (1948) dirigida per Miguel Contreras Torres.
- Nazarín (1959) dirigida per Luis Buñuel.
- El último rey (2007) inspirada en els poemes de San Juan de la Cruz i dirigida per Eduardo Barraza.
- Cristiada (2012) dirigida per Dean Wright.

### El Nou Cinema Mexicà
En assumir la presidència de Mèxic en 1982, Miguel de la Madrid Hurtado heretava un país sumit en la més profunda de les crisis econòmiques i socials. El govern mexicà es va oblidar gairebé per complet del cinema, una indústria poc important en temps de crisi. Si la producció cinematogràfica mexicana no es va extingir en aquests anys, va ser degut a l'auge de la producció privada -plagada de ficheras i còmics albureros- i per les escasses produccions independents, que van trobar en el sistema cooperatiu la manera de produir escasses mostres de cinema de qualitat. De 1982 a 1988, pràcticament totes les pel·lícules guanyadores de l'Ariel van ser vistes exclusivament pels membres del jurat de l'Acadèmia. Escasses excepcions -com Frida, naturaleza viva (1983) de Paul Leduc, o Los motivos de Luz (1985) de Felipe Cazals- van arribar a ser exhibides en cinemes comercials. L'exhibició del cinema mexicà es va tornar en un altre problema greu. D'una banda, la llei que obligava els exhibidors a destinar un cinquanta per cent del temps de pantalla a pel·lícules nacionals mai es va complir totalment. Per un altre, la mala qualitat dels films mexicans i el desinterès del públic per veure'ls va provocar que les escasses mostres de cinema de qualitat fossin exhibides en sales de tercera categoria.

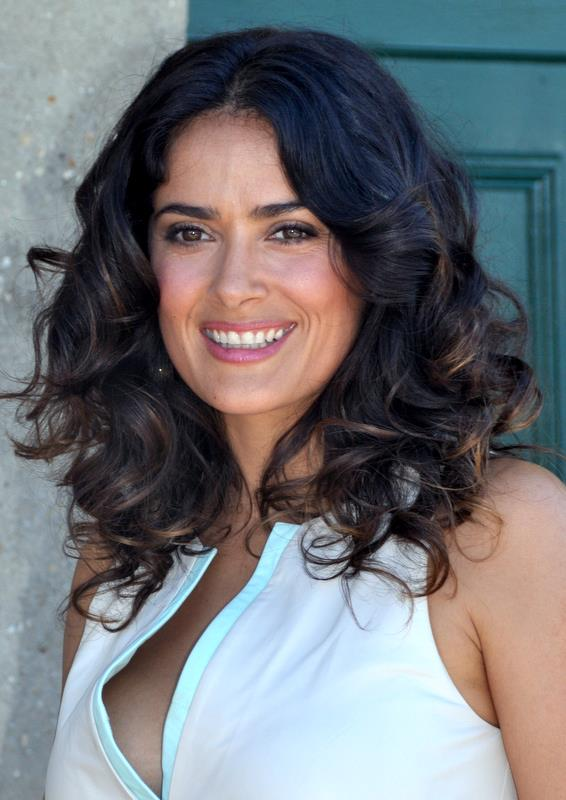
Salma Hayek, el 2012.

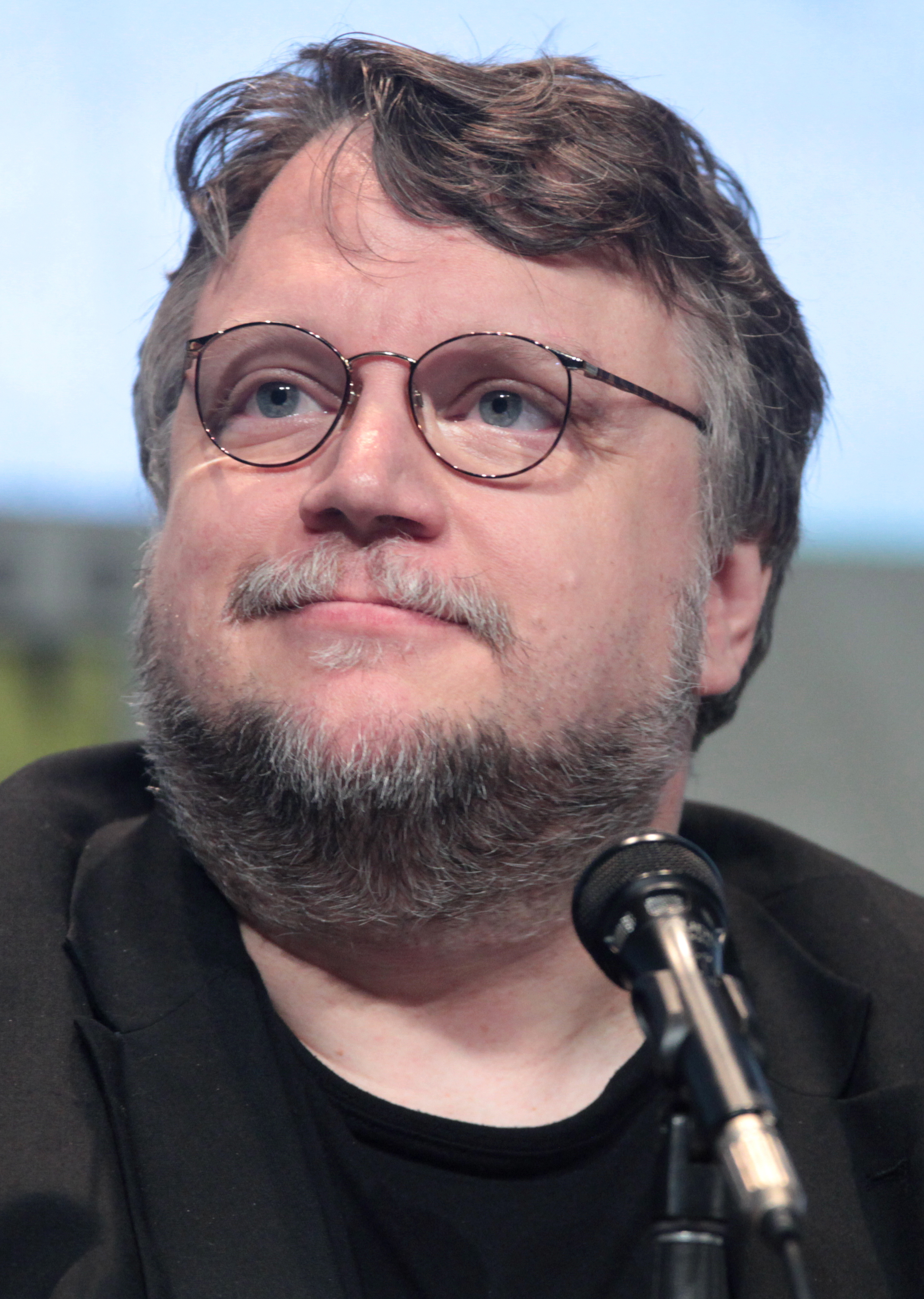
Guillermo del Toro, el 2015.

El 1983 es va crear l'Instituto Mexicano de Cinematografía (Imcine), entitat pública encarregada d'encaminar al cinema mexicà per la senda de la qualitat. El Imcine va quedar supeditat a la Dirección General de Radio, Televisión y Cinematografía (RTC) de la Secretaría de Gobernación fins al 1989, quan va passar a ser coordinat pel nou Consejo Nacional para la Cultura y las Artes (Conaculta, des de 2015 Secretaría de Cultura).
A principis d'agost de 1992, la premsa de la capital d'espectacles va anunciar que Como agua para chocolate (1992), d'Alfonso Arau, havia imposat rècord de permanència al Cine Latino de la Ciutat de Mèxic, una sala dedicada generalment a exhibir pel·lícules nord-americanes. Al mateix temps, la premsa regiomontana va anunciar que aquest mateix film era el més taquiller d'aquell any en Monterrey.
Per al públic mexicà de els noranta, títols com La tarea (1990), de Jaime Humberto Hermosillo; Danzón (1991), de María Novaro; Sólo con tu pareja (1991), d'Alfonso Cuarón; Cronos (1992), de Guillermo del Toro, o Miroslava (1993), d'Alejandro Pelayo, van posseir un significat d'alta qualitat, molt diferent al que se li atribuïa al cinema mexicà pocs anys abans. Les noves pel·lícules mexicanes van fer que el cinema tornés a formar part activa de la cultura de Mèxic. En general, el cinema mexicà va experimentar un feliç retrobament amb el seu públic. L'assistència a les sales de cinema per a veure pel·lícules mexicanes va augmentar considerablement entre 1990 i 1992. La renda d'aquestes mateixes pel·lícules en vídeo va sobrepassar les expectatives dels distribuïdors.
La dècada de 1990 testifica dos factors que van marcar al cinema mexicà: la desaparició de la Compañía Operadora de Teatros (COTSA) i Películas Nacionales, tots dos organismes governamentals que subsidiaven l'exhibició i distribució de cinema mexicà al país, i l'anomenat "Nou Cinema Mexicà", que va apuntalar al "cinema de qualitat".
Es va impulsar també la reestrena de pel·lícules que havien estat prohibides en el passat, com La sombra del caudillo. Salma Hayek, que va debutar en l'àmbit de la televisió, va començar a perfilar-se com una nova estrella nacional i diva de Hollywood.
En els anys següents, el cinema mexicà va anar recobrant gradualment, si no la força, sí el prestigi del qual va gaudir en la crida Època d'Or. El treball d'alguns cineastes d'aquesta nova època és digne de tenir-se en compte:

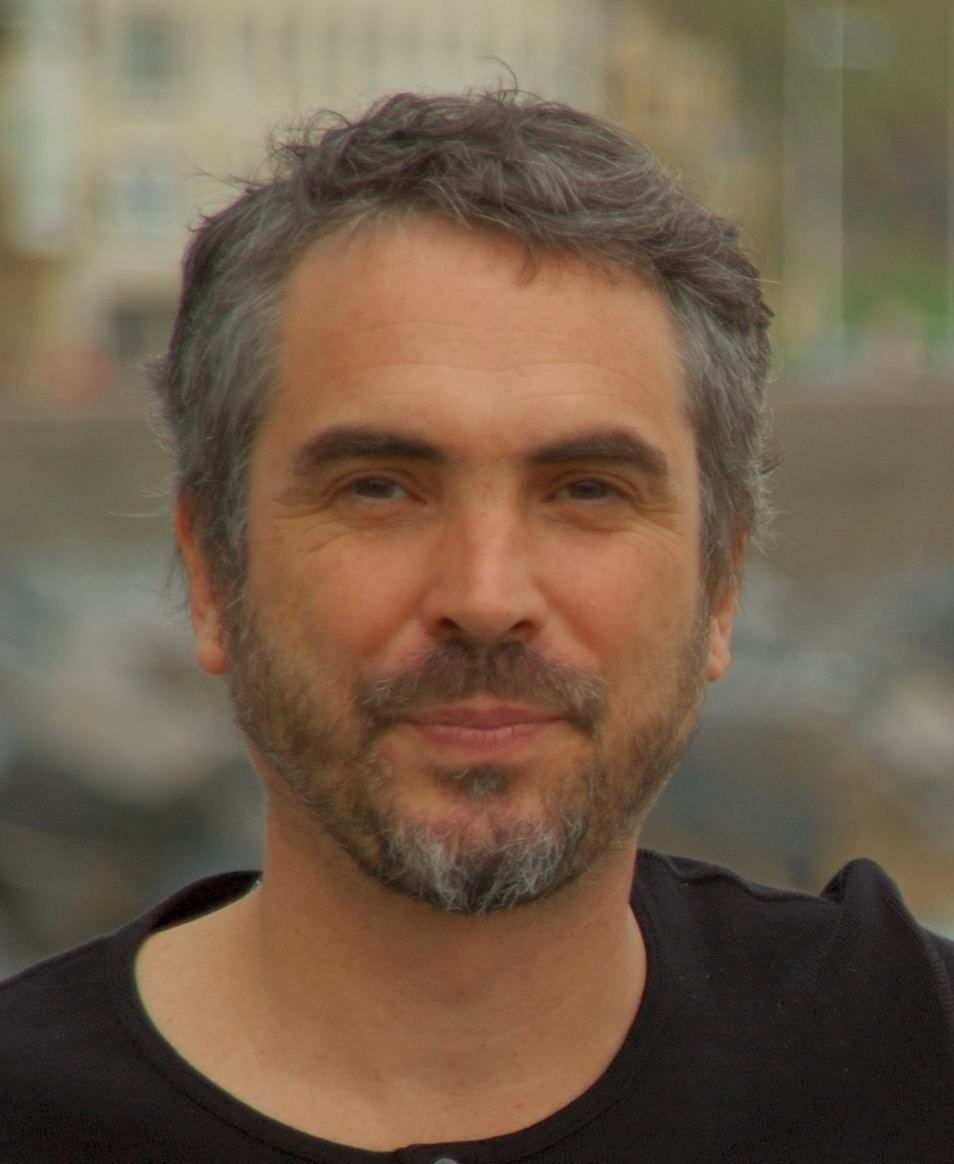
Alfonso Cuarón, en el 2005.

- Alfonso Cuarón: Guanyador en 2014 i 2019 del Premi de l'Acadèmia com a Millor Director. És germà de Carlos Cuarón. Se'l considera un dels cineastes mexicans més prometedors de la seva generació i de transcendència internacional en els últims anys. Cuarón va començar dirigint una pel·lícula independent al seu país natal (Sólo con tu pareja, 1991) però el reconeixement internacional li va arribar amb produccions nord-americanes com La princeseta (1995) i amb el seu quart llargmetratge, Y tu mamá también (2001). Posteriorment va dirigir projectes de grans pressupostos i ben rebuts per la crítica com Harry Potter i el pres d'Azkaban (2005), Children of Men (2006) i Gravity (2013), pel·lícula amb la qual va guanyar l'Oscar al millor director, la qual cosa el va convertir en el primer director llatinoamericà a obtenir aquest guardó; igualment va guanyar l'Oscar al millor muntatge. El seu fill i el seu germà (Jonás i Carlos Cuarón respectivament), són escriptors i directors. Tots dos han actuat com co-escriptors en algunes de les seves obres. Roma (pel·lícula de 2018) li va valer el primer Oscar per a Mèxic en la categoria pel·lícula estrangera, a més va guanyar l'Oscar a millor director i millor fotografia. També va guanyar el Globus d'Or, i el Premi BAFTA a millor director. Roma va guanyar el Globo d'Or i BAFTA a millor pel·lícula estrangera i dos BAFTAs per millor fotografia i millor pel·lícula.

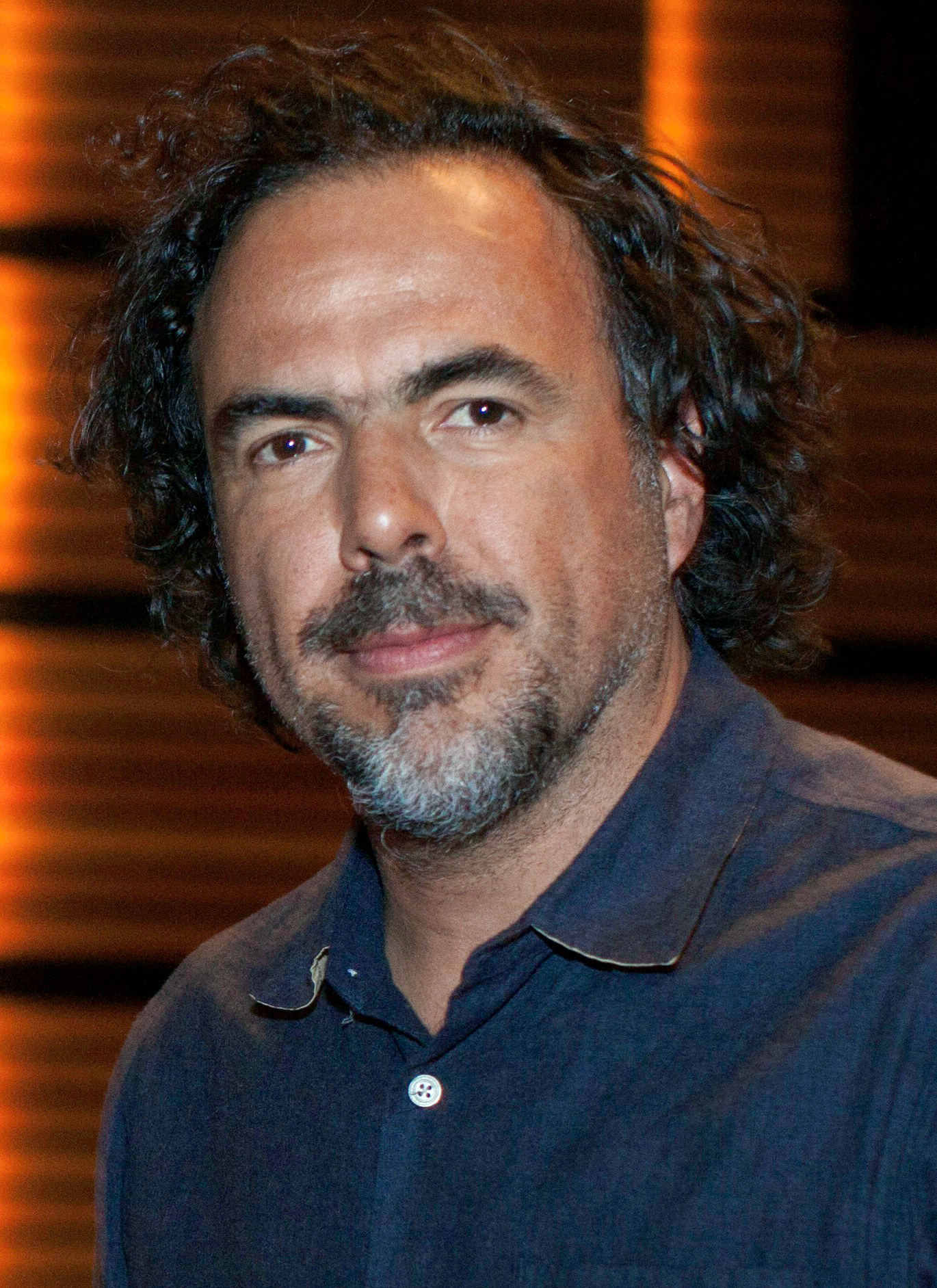
Alejandro González Iñárritu, el 2014.

- Guillermo del Toro: Director, guionista, productor i novel·lista mexicà, guardonat amb el Premi Goya i diverses vegades amb el Premi Ariel. Del Toro va començar a filmar a Mèxic des d'adolescent, quan estava a l'Institut de Ciències, a la ciutat de Guadalajara. Va passar deu anys en disseny de maquillatge i va formar la seva pròpia companyia, Necropia, abans de poder ser el productor executiu del seu primer film als 21 anys. Va ser cofundador del Festival de Cinema de Guadalajara i va crear la companyia de producció Tequila Gang. Guillermo del Toro és un cineasta que ha dirigit una àmplia varietat de pel·lícules, des d'adaptacions de còmics (com Hellboy i Blade II), fins a pel·lícules de terror i fantasia històrica. Aquestes pel·lícules, El espinazo del diablo (2001) i El laberinto del fauno (2006), també comparteixen aspectes similars: protagonistes (nens petits) i temàtica (com la relació entre terror i fantasia i el viure sota el jou d'un règim feixista o dictatorial). Del Toro es caracteritza per imprimir una estètica i ambientació espectaculars a les seves pel·lícules, creant ambients tètrics i aclaparadors o situacions màgiques i fantàstiques. El seu estil està marcat pel seu gust per la biologia i per l'escola d'art simbolista, la seva fascinació pel món fantàstic des del punt de vista dels contes de fades i el seu gust pels temes foscos. Els seus treballs inclouen sovint monstres o éssers fantàstics. Del Toro sempre ha afirmat estar enamorat dels monstres..Alejandro González Iñárritu, el 2014.

- Alejandro González Iñárritu: Cineasta, guionista, productor i compositor mexicà, guanyador de quatre premis Óscar. És considerat un dels millors cineastes en l'actualitat.[50] González Iñárritu és el primer cineasta mexicà a obtenir dues vegades consecutives el premi Oscar al Millor director i el Premi del Sindicat de Directors (DGA). També és el primer a dirigir una cinta guanyadora del premi a la Millor pel·lícula que atorga anualment l'Acadèmia d'Arts i Ciències Cinematogràfiques. A més, va rebre el premi al millor director al festival de Canes (2006), pel seu treball a la cinta Babel. Els seus sis llargmetratges, Amores perros (2000), 21 grams (2003), Babel (2006), Biutiful (2010) Birdman (2014) i The Revenant (2015) han estat aclamats per la crítica a nivell mundial, tots ells han rebut premis en festivals internacionals i nominacions a l'Óscar en diferents categories. Iñárritu ha guanyat en total al llarg de la seva carrera quatre Globus d'or, tres premis BAFTA i un premi al millor director del festival de Cannes. En 2015 va guanyar tres premis Óscar per la seva pel·lícula Birdman: premi al millor director, millor guió original i millor pel·lícula. En 2016 va guanyar un premi Óscar per la seva pel·lícula The Revenant: al millor director, sent així, el primer mexicà i el tercer cineasta a guanyar dos premis Oscar de manera consecutiva, en la categoria de millor director en els últims 60 anys.

- Amat Escalante (28 de febrer de 1979): Director, productor i guionista mexicà guanyador del Premi al Millor Director al 66è Festival Internacional de Cinema de Canes pel seu treball a Heli i guanyador del Lleó d'Argent a la millor direcció del Festival Internacional de Cinema de Venècia per la pel·lícula La región salvaje (2016)[51] Fill de pare mexicà i mare estatunidenca, va néixer a Barcelona, durant el temps en què els seus pares van viure a Europa. Va passar les seves infància i joventut en Guanajuato, Mèxic; en 2001, va viatjar a Espanya a estudiar edició i so en el Centre d'Estudis Cinematogràfics de Catalunya. Després de la seva estada a Barcelona, Escalante va ingressar a l'Escuela Internacional de Cine y TV a Cuba. Al seu retorn a Mèxic va dirigir el curtmetratge Amarrados (2002), pel qual va rebre un premi en el Festival Internacional de Cinema de Berlín en 2003. Posteriorment treball com a assistent de Carlos Reygadas en la cinta Batalla en el cielo (2005) i es van fer amics en el procés, i Reygadas fou coproductor dels primers projectes d'Escalante (Sangre, 2005). El seu estil se sol caracteritzar per ser una representació crua i realista de la societat mexicana moderna; arribant a generar controvèrsia i polèmica entre els crítics pel fort contingut explícit de la seva obra.[52]

## Festivals

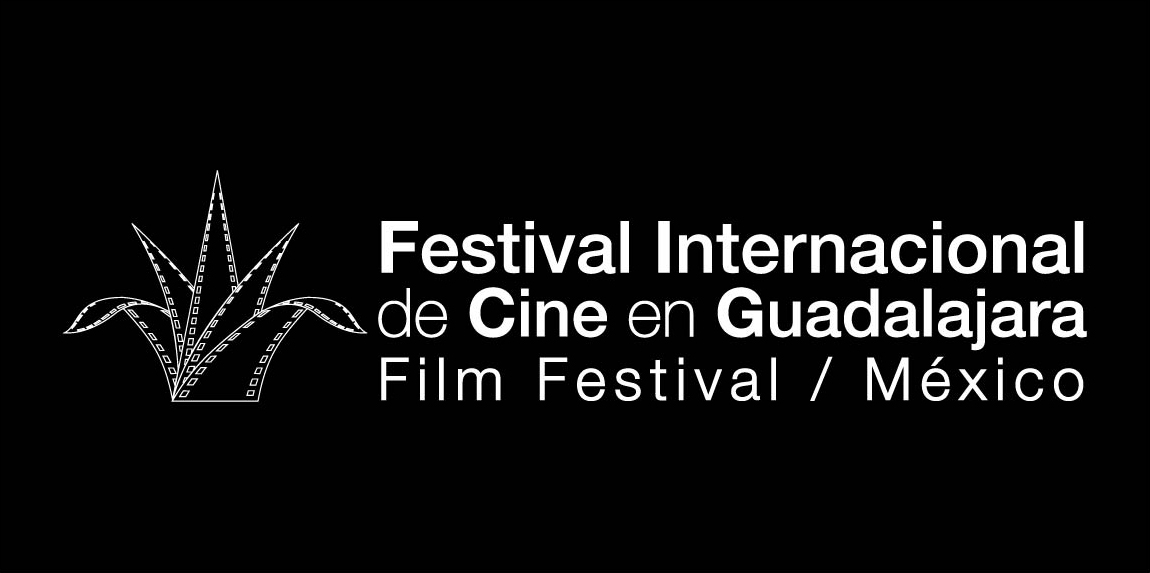
Logotip oficial del Festival Internacional de Cinema a Guadalajara

Al país es pot gaudir d'una àmplia gamma de festivals i mostres cinematogràfiques ja que es duen a terme al voltant de 45 d'ells al llarg de l'any realitzats en diferents estats de la república; alguns de talla internacional, altres independents, uns dedicats en específic a algunes àrees del cinema, a gèneres, així com alguns altres dedicats a sectors determinats de la societat, tots amb la qualitat que el bon cinema ofereix.
Entre els festivals dedicats a sectors de la societat en particular es troben els festivals de cinema per a nens i joves: Divercine, i el Festival Internacional de Cinema per a nens.
Els espais amb una mirada cap a àrees del cinema en específic; l'àrea del documental Ambulante gira de documentales i el Festival Internacional de Cinema Documental de la Ciutat de Mèxic, "DocsDF" que mostra els films al llarg de l'any.
Es troben també dividits per gènere, com és el cas del Festival Internacional de Cinema Fantàstic i de Terror: Mórbido Film Fest.
De llarg a llarg de la República Mexicana tenen lloc diferents i importants festivals, com és el cas del Festival Internacional de Cinema de Morelia en l'estat de Michoacán, el famós Festival Internacional de Cinema a Guadalajara en Jalisco, el Festival Internacional de Cinema d'Hermosillo al nord del país. La zona fronterera del país no és l'excepció perquè presenta any després d'anys "Los Cabos International Film Festival".
La Universitat de Guadalajara organitza des de 1985 el Festival Internacional de Cinema a Guadalajara (FICG), en el qual es lliura el premi Mayahuel. En aquest festival s'exhibeix una selecció de llargmetratges i curtmetratges nacionals i internacionals. Es duu a terme el mes de març i convoca a les principals personalitats del cinema nacional.
De 2020 a 2022 l'Oaxaca FilmFest exhibia pel·lícules i guions de cineastes emergents.

## Dia Nacional del Cinema Mexicà
El 15 d'agost del 2017, va començar a celebrar-se en Mèxic, segons el publicat pel Senat de Mèxic el 22 d'abril d'aquest mateix any, el Dia Nacional del Cinema Mexicà, mb una marató d'exhibició gratuïta de pel·lícules de tot gènere i tema a les sales d'algunes ciutats del país. La Cineteca Nacional va ser la seu principal, i les activitats van incloure una exposició sobre el cinema mexicà i l'emissió d'una sèrie de bitllets de loteria commemoratius, a més de la projecció d'una còpia restaurada d' El rincón de las vírgenes (1972), inspirada en els contes de Juan Rulfo.